# Список дипломатичних місій у Німеччині

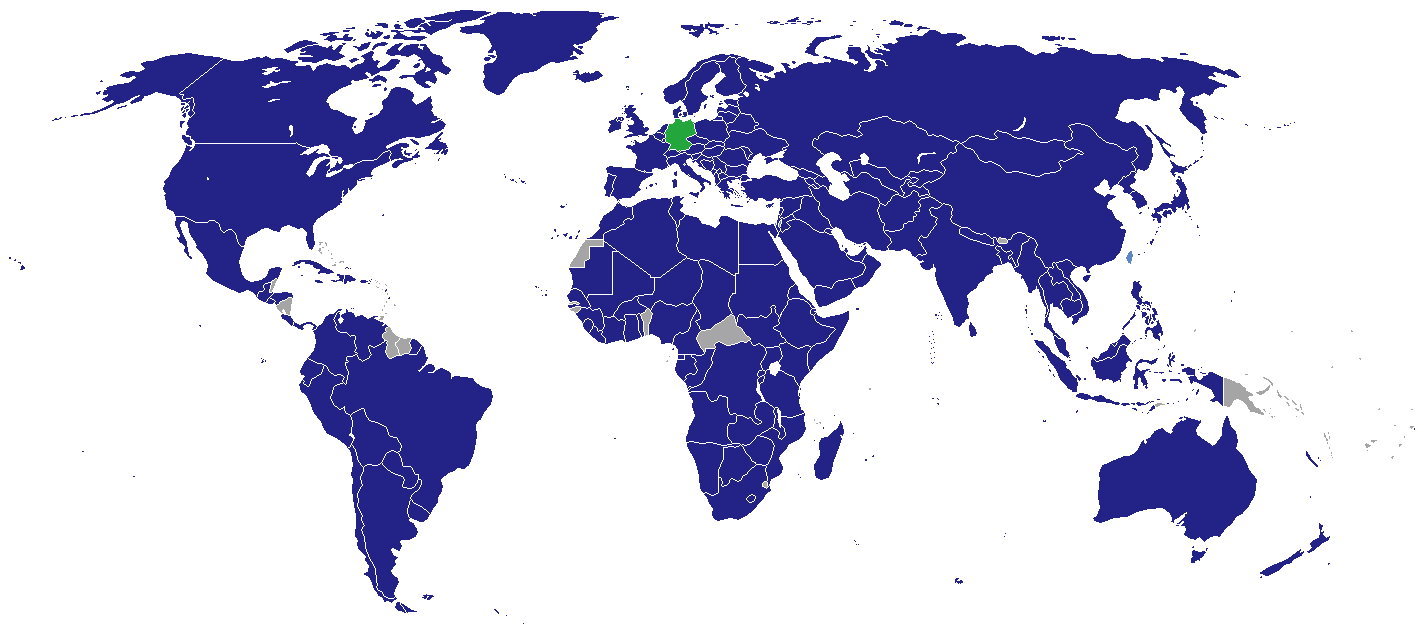
Країни, які мають посольство в Німеччині.

Нижче наведено список дипломатичних місій в Німеччині. Федеративна Республіка Німеччина має дипломатичні відносини із 195-ма країнами світу, 193 з яких є членами ООН (іншими двома є Ватикан та Косово). На даний момент 159 держав мають посольства в Німеччині, деякі з яких також мають інші дипломатичні та консульські установи. До держав, які не мають посольства в Німеччині, в основному належать мікродержави Океанії. Окрім того, деякі країни мають послів в столицях інших європейських держав, які є акредитованими в Німеччині. Німеччина не має дипломатичних стосунків, але має офіційні стосунки, із Республікою Китай (Тайвань) та Палестинською державою.

## Посольства
Наразі посольства всіх країн розташовані в Берліні.

### Європа
- Австрія
- Азербайджан
- Албанія
- Бельгія
- Білорусь
- Болгарія
- Боснія і Герцеговина
- Ватикан (Апостольська нунція)
- Велика Британія
- Вірменія
- Греція
- Грузія
- Данія
- Естонія
- Ірландія
- Ісландія
- Іспанія
- Італія
- Кіпр
- Косово
- Латвія
- Литва
- Ліхтенштейн
- Люксембург
- Мальта
- Молдова
- Монако
- Нідерланди
- Норвегія
- Польща
- Португалія
- Північна Македонія
- Росія
- Румунія
- Сербія (Посольство Сербії в Німеччині)
- Словаччина
- Словенія
- Туреччина
- Угорщина
- Україна (Посольство України в Німеччині)
- Фінляндія
- Франція
- Хорватія
- Чехія
- Чорногорія
- Швейцарія
- Швеція

### Азія
- Афганістан
- Бангладеш
- Бахрейн
- Бруней
- В'єтнам
- Ємен
- Ізраїль
- Індія
- Індонезія
- Ірак
- Іран
- Йорданія
- Казахстан
- Камбоджа
- Катар
- Киргизстан
- КНР
- Кувейт
- Лаос
- Ліван
- Малайзія
- Мальдіви
- Монголія
- М'янма
- Непал
- ОАЕ
- Оман
- Пакистан
- Південна Корея
- Північна Корея
- Саудівська Аравія
- Сирія
- Сінгапур
- Таджикистан
- Таїланд
- Туркменістан
- Узбекистан
- Філіппіни
- Шрі-Ланка
- Японія

### Північна Америка
- Гаїті
- Гватемала
- Гондурас
- Гренада
- Домініканська Республіка
- Канада
- Коста-Рика
- Куба
- Мексика
- Нікарагуа
- Панама
- Сальвадор
- США
- Ямайка

### Південна Америка
- Аргентина
- Болівія
- Бразилія
- Венесуела
- Еквадор
- Колумбія
- Парагвай
- Перу
- Уругвай
- Чилі

### Африка
- Алжир
- Ангола
- Бенін
- Ботсвана
- Буркіна-Фасо
- Бурунді
- Габон
- Гамбія
- Гана
- Гвінея
- Гвінея-Бісау
- ДР Конго
- Джибуті
- Екваторіальна Гвінея
- Еритрея
- Ефіопія
- Єгипет
- Замбія
- Зімбабве
- Кабо-Верде
- Камерун
- Кенія
- Кот-д'Івуар
- Лесото
- Ліберія
- Лівія
- Маврикій
- Мавританія
- Мадагаскар
- Малаві
- Малі
- Марокко
- Мозамбік
- Намібія
- Нігер
- Нігерія
- ПАР
- Південний Судан
- Республіка Конго
- Руанда
- Сенегал
- Сомалі
- Судан
- Сьєрра-Леоне
- Танзанія
- Того
- Туніс
- Уганда
- Чад

### Австралія і Океанія
- Австралія
- Нова Зеландія

## Відділи посольств
Після перенесення столиці Німеччини із Бонна в Берлін в 1999 році, посольства держав світу, які розташовувались в Бонні, теж почали поступово переїжджати до Берліна. Першим переїхало посольство Македонії в 1997 році, а останніми посольство ДР Конго в 2010 році. Наразі всі посольства знаходяться в Берліні, але деякі держави залишили відділи посольств в Бонні в приміщеннях, де раніше розташовувались посольства.
- Казахстан
- Катар
- КНР
- Киргизстан
- Куба
- Лівія (Відділ охорони здоров'я)
- Північна Македонія
- ОАЕ
- Південна Корея
- США (Відділ оборонного співробітництва)

## Генеральні консульства
Містами з найбільшою кількістю консульств є Гамбург, Франкфурт-на-Майні та Мюнхен, які обслуговують північ, захід та південь Німеччини відповідно. Через європейську інтеграцію в 2008-2013 роках декілька консульств країн-членів Європейського Союзу було закрито. Наразі, найбільше консульств в Німеччині має Туреччина, а саме в 13 містах (Берлін, Гамбург, Ганновер, Дюссельдорф, Ессен, Карлсруе, Кельн, Майнц, Мюнстер, Мюнхен, Нюрнберг, Франкфурт-на-Майні, Штутгарт).

### Франкфурт-на-Майні
- Австралія
- Алжир
- Ангола
- Аргентина
- Боснія і Герцеговина
- Бразилія
- Венесуела
- В'єтнам
- Греція
- Домініканська Республіка
- Еритрея
- Єгипет
- Індія
- Індонезія
- Ірак
- Іран
- Іспанія
- Італія
- Казахстан
- Киргизстан
- КНР
- Колумбія
- Косово (консульство)
- Кувейт
- Малайзія
- Марокко
- Мексика
- Молдова
- Нідерланди
- Пакистан
- Південна Корея
- Португалія
- Росія
- Сербія
- США
- Таїланд
- Туреччина
- Туркменістан
- Узбекистан
- Україна
- Франція
- Хорватія
- Чилі
- Чорногорія
- Швейцарія
- Шрі-Ланка
- Японія

### Мюнхен
- Білорусь
- Болгарія
- Боснія і Герцеговина
- Бразилія
- Велика Британія
- Греція
- Данія (консульство)
- Ізраїль
- Індія
- Іспанія
- Італія
- Казахстан (консульство)
- Канада (консульство)
- КНР
- Нідерланди
- ОАЕ
- ПАР
- Перу
- Польща
- Північна Македонія
- Росія
- Румунія
- Сербія
- Словаччина
- Словенія
- США
- Туніс
- Туреччина
- Угорщина
- Україна
- Франція
- Хорватія
- Чехія
- Чилі
- Швейцарія
- Японія

### Гамбург
- Аргентина
- Венесуела
- Греція
- Данія
- Домініканська Республіка
- Еквадор
- Єгипет
- Індія
- Індонезія
- Іран
- Іспанія
- Кіпр
- КНР
- Нова Зеландія
- Панама
- Перу
- Південна Корея
- Польща
- Португалія
- Росія
- Сербія
- США
- Туніс
- Туреччина
- Україна
- Уругвай
- Філіппіни
- Франція
- Хорватія
- Чилі
- Швеція
- Японія

### Дюссельдорф
- Велика Британія
- Греція
- Іспанія
- Канада (консульство)
- Марокко
- Нідерланди
- Португалія
- Сербія
- США
- Туреччина
- Україна
- Франція
- Хорватія
- Чехія
- Японія

### Штутгарт
- Боснія і Герцеговина
- Греція
- Італія
- Іспанія
- Канада (консульство)
- Косово (консульство)
- Португалія
- Сербія
- Туреччина
- Франція
- Хорватія
- Швейцарія

### Інші міста
- Бонн
  -  Аргентина (консульство)
  -  Афганістан
  -  Росія
  -  Румунія
  -  Туніс
- Кельн
  -  Італія
  -  Польща
  -  Туреччина
- Ганновер
  -  Італія
  -  Туреччина
- Лейпциг
  -  Росія
  -  США
- Берлін
  -  Туреччина
- Бремен
  -  США (консульство)
- Дортмунд
  -  Італія (консульство)
- Дрезден
  -  Чехія
- Ессен
  -  Туреччина
- Карлсруе
  -  Туреччина
- Майнц
  -  Туреччина
- Мюнстер
  -  Туреччина
- Нюрнберг
  -  Туреччина
- Оффенбах-на-Майні
  -  Перу
- Саарбрюккен
  -  Франція
- Фленсбург
  -  Данія
- Фрайбург
  -  Італія (консульство)

## Представництва міжнародних організацій

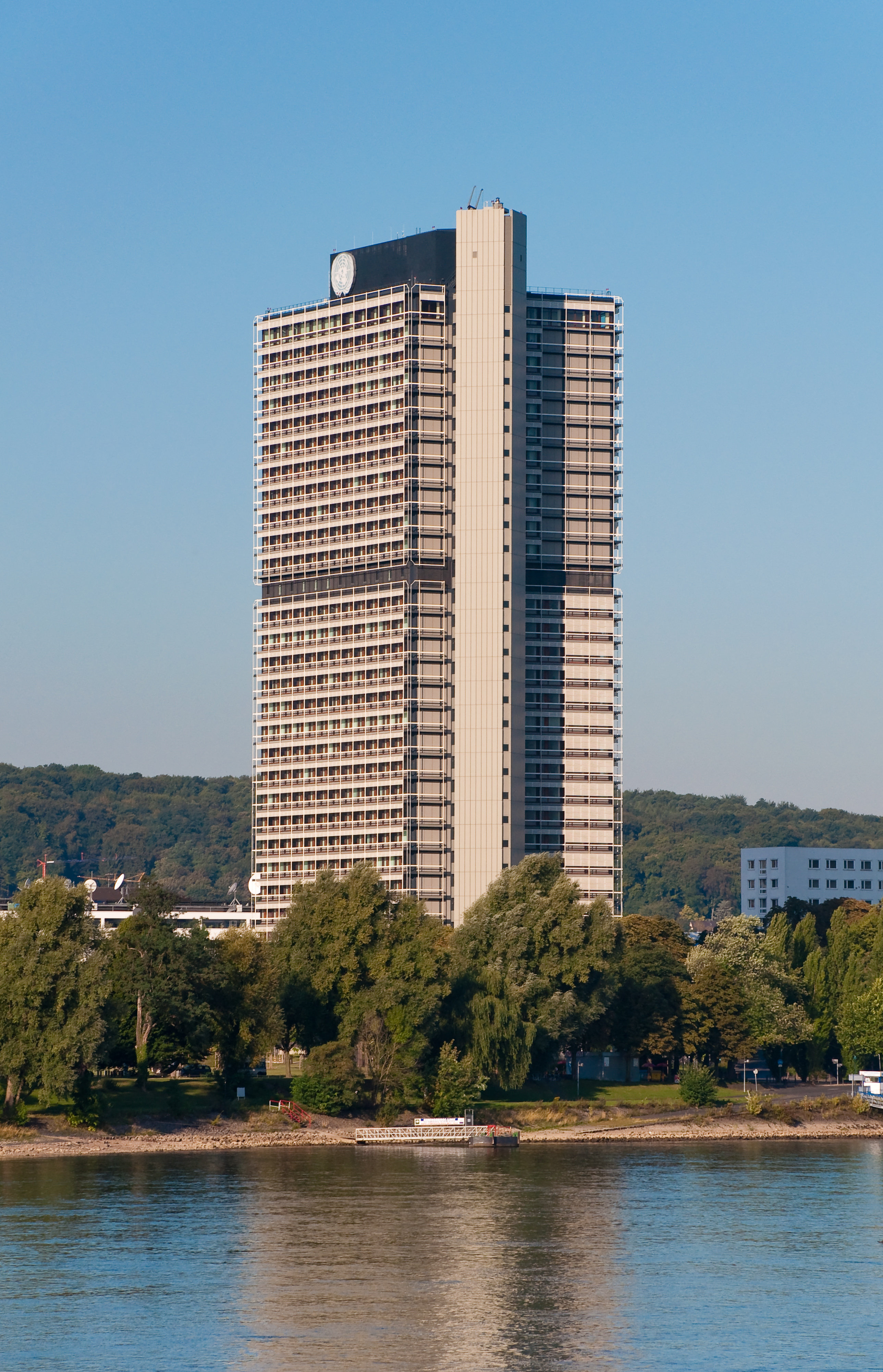
Будівля ООН в Бонні.

- Європейський Союз - Представництво Європейської Комісії (Берлін)
- Європейський Союз - Представництво Європейської Комісії (Бонн)
- Європейський Союз - Представництво Європейської Комісії (Мюнхен)
- ООН - Бюро зв'язків (Бонн)
- Організація економічного співробітництва та розвитку - Представництво (Берлін)
- Мальтійський орден - Представництво (Берлін)

## Недипломатичні представництва держав
- Гонконг - Економічно-торгівельне бюро (Берлін)
- Палестина - Представництво (Берлін)
- Тайвань - Представництво (Берлін)
- Тайвань - Представництво (Гамбург)
- Тайвань - Представництво (Мюнхен)
- Тайвань - Представництво (Франкфурт-на-Майні)
- Тайвань - Науковий відділ представництва (Бонн)

## Акредитовані посли

### Брюссель
- Андорра
- Барбадос
- Беліз
- Бутан
- Вануату
- Гамбія
- Гаяна
- Домініка
- Папуа Нова Гвінея
- Самоа
- Сан-Марино
- Сан-Томе і Принсіпі
- Есватіні
- Сейшельські Острови
- Соломонові Острови
- Тувалу

### Лондон
- Антигуа і Барбуда
- Багамські Острови
- Науру
- Сент-Вінсент і Гренадини
- Сент-Кіттс і Невіс
- Сент-Люсія
- Тонга
- Тринідад і Тобаго
- Фіджі

### Інші міста
- Париж
  -  Коморські Острови
  -  Центральноафриканська Республіка
- Вашингтон
  -  Федеративні Штати Мікронезії
  -  Палау
- Гаага
  -  Суринам
- Нью-Йорк
  -  Маршаллові Острови

## Галерея

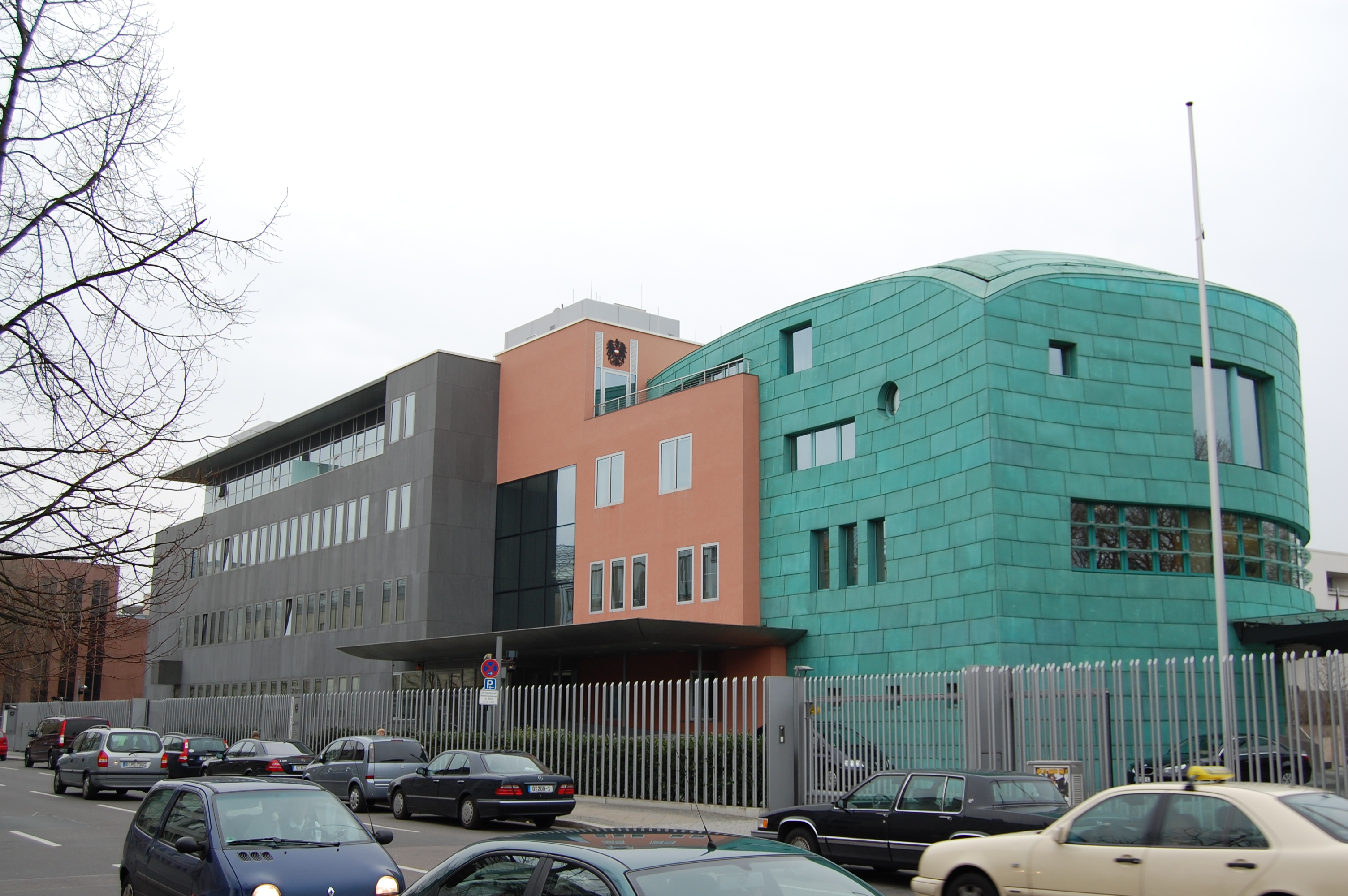
Посольство Австрії
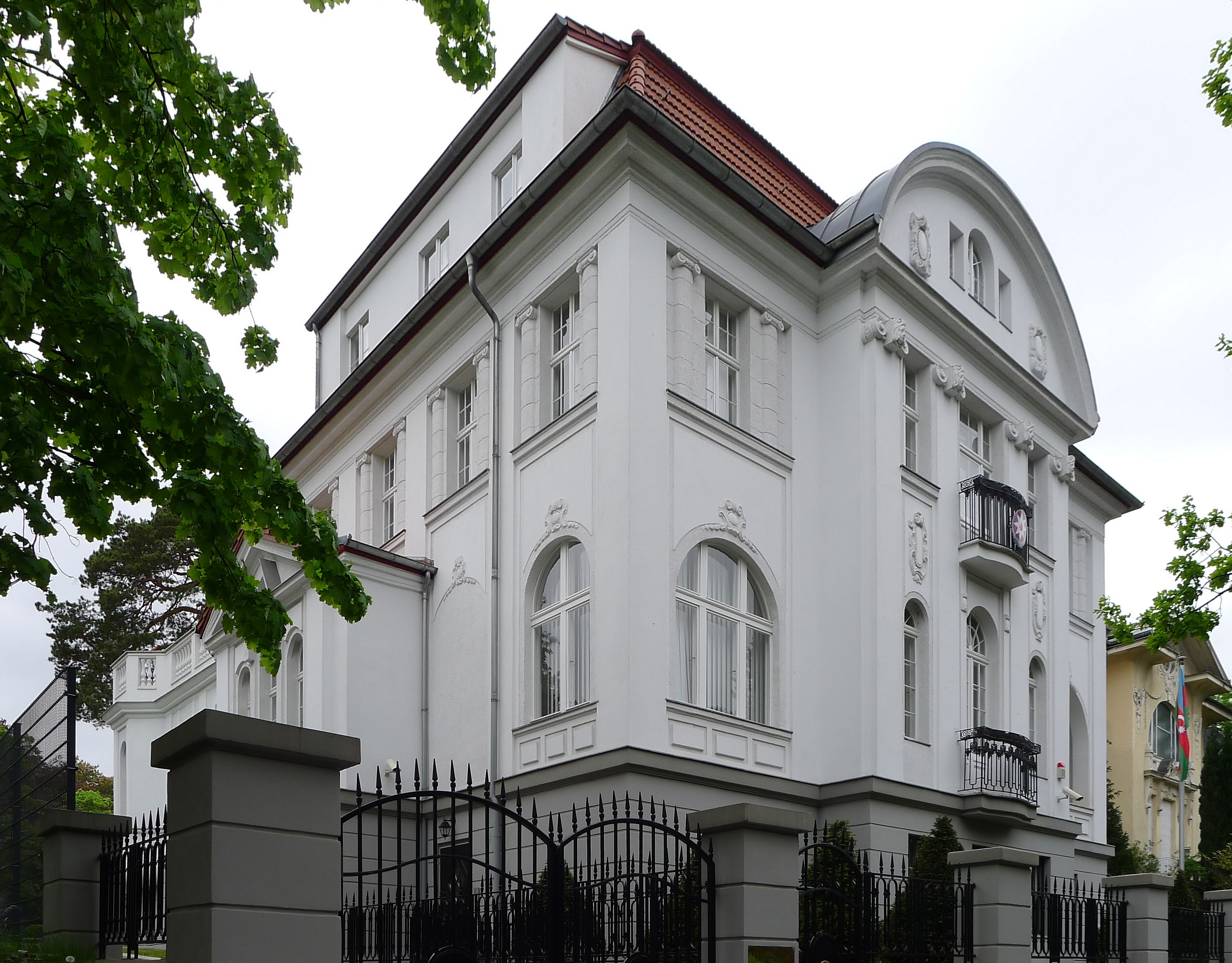
Посольство Азербайджану
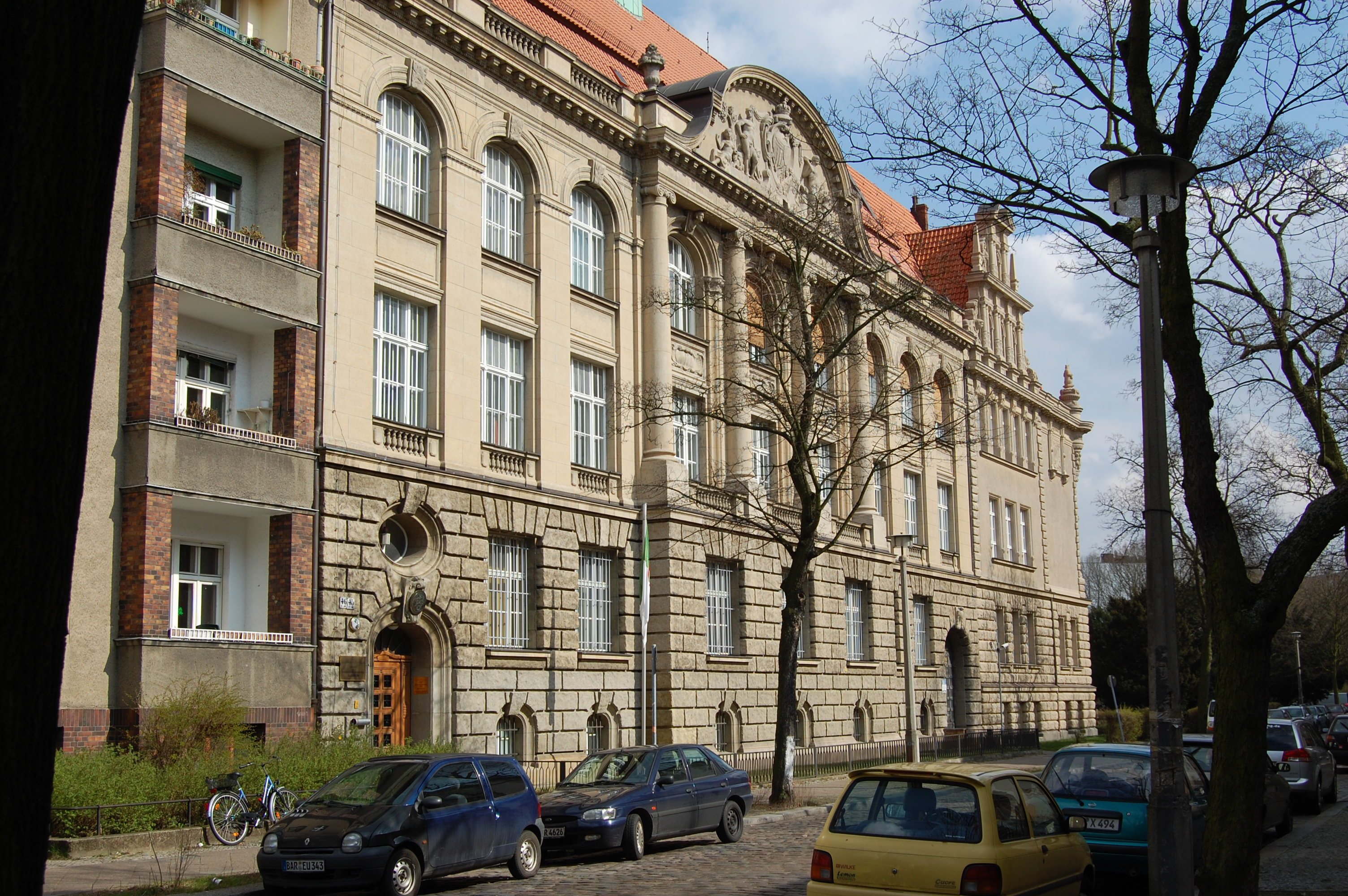
Посольство Алжиру
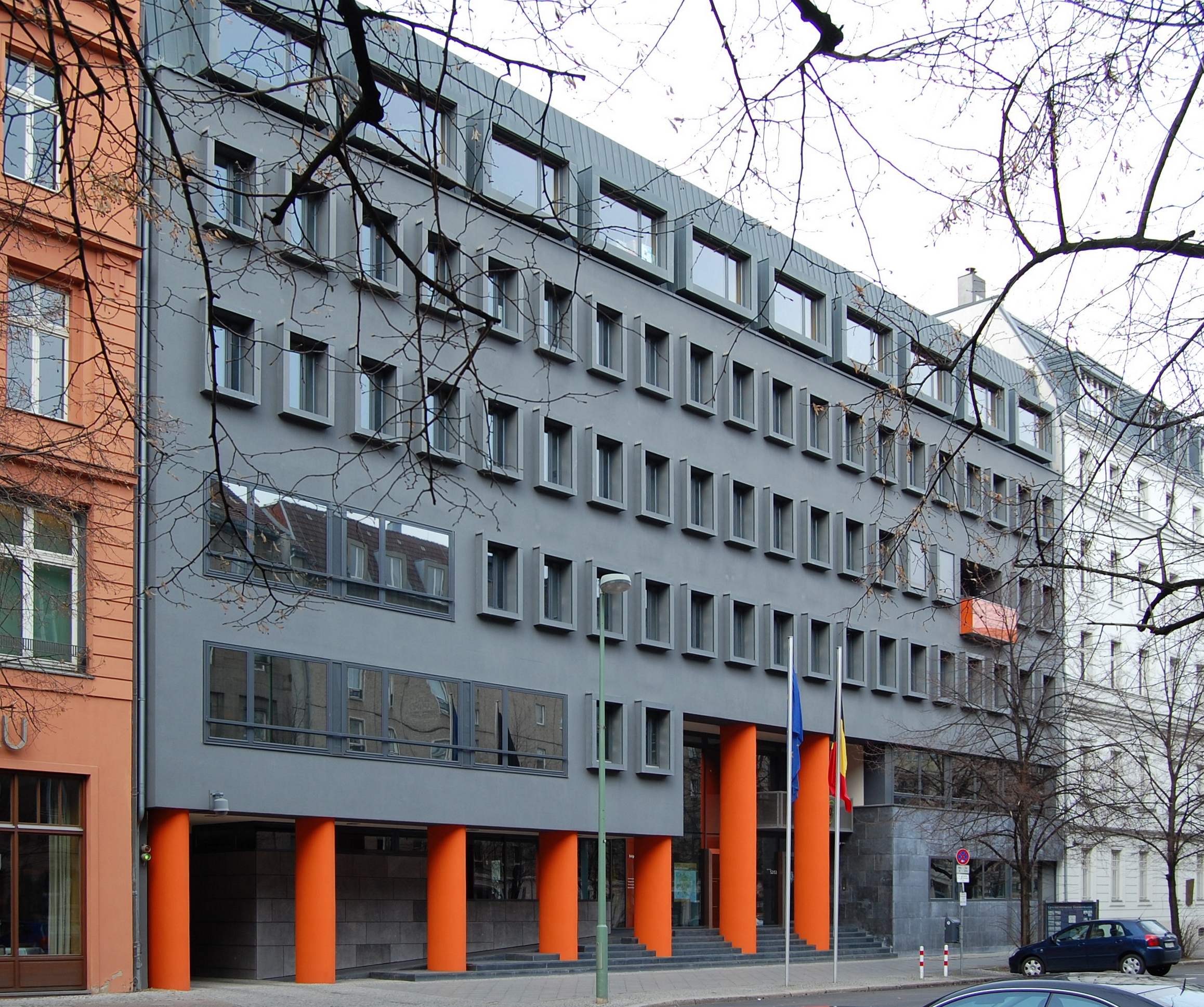
Посольство Бельгії
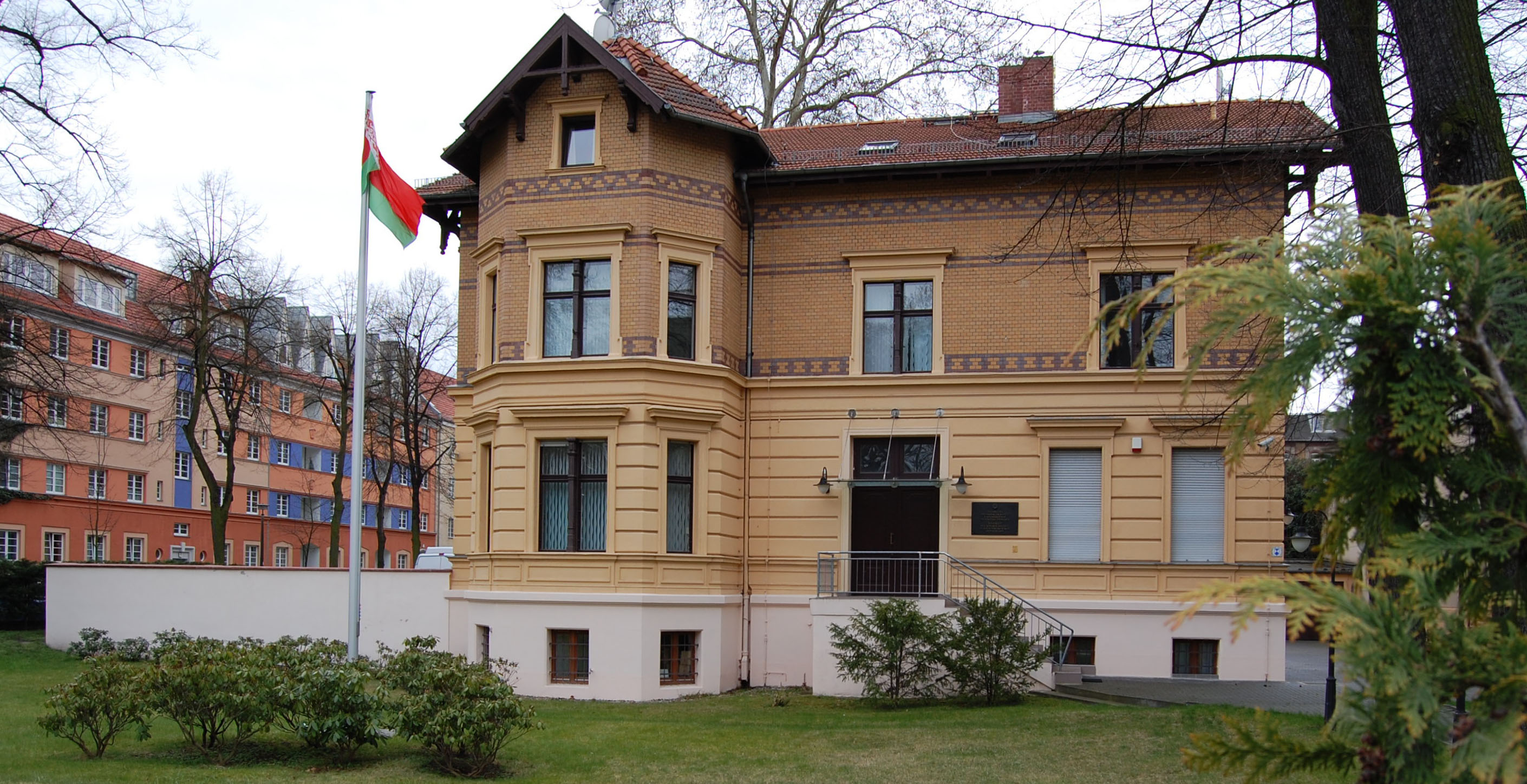
Посольство Білорусі
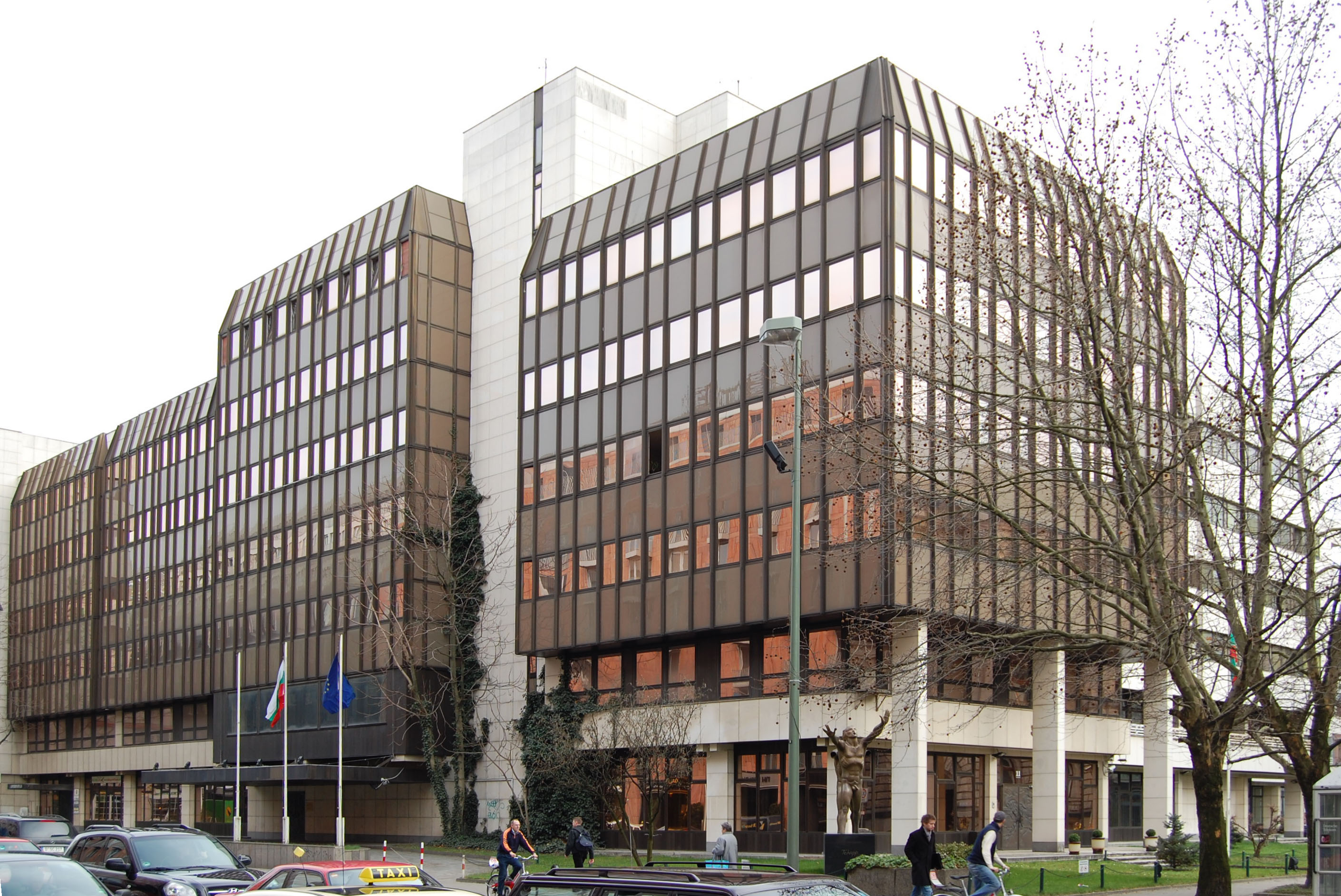
Посольство Болгарії
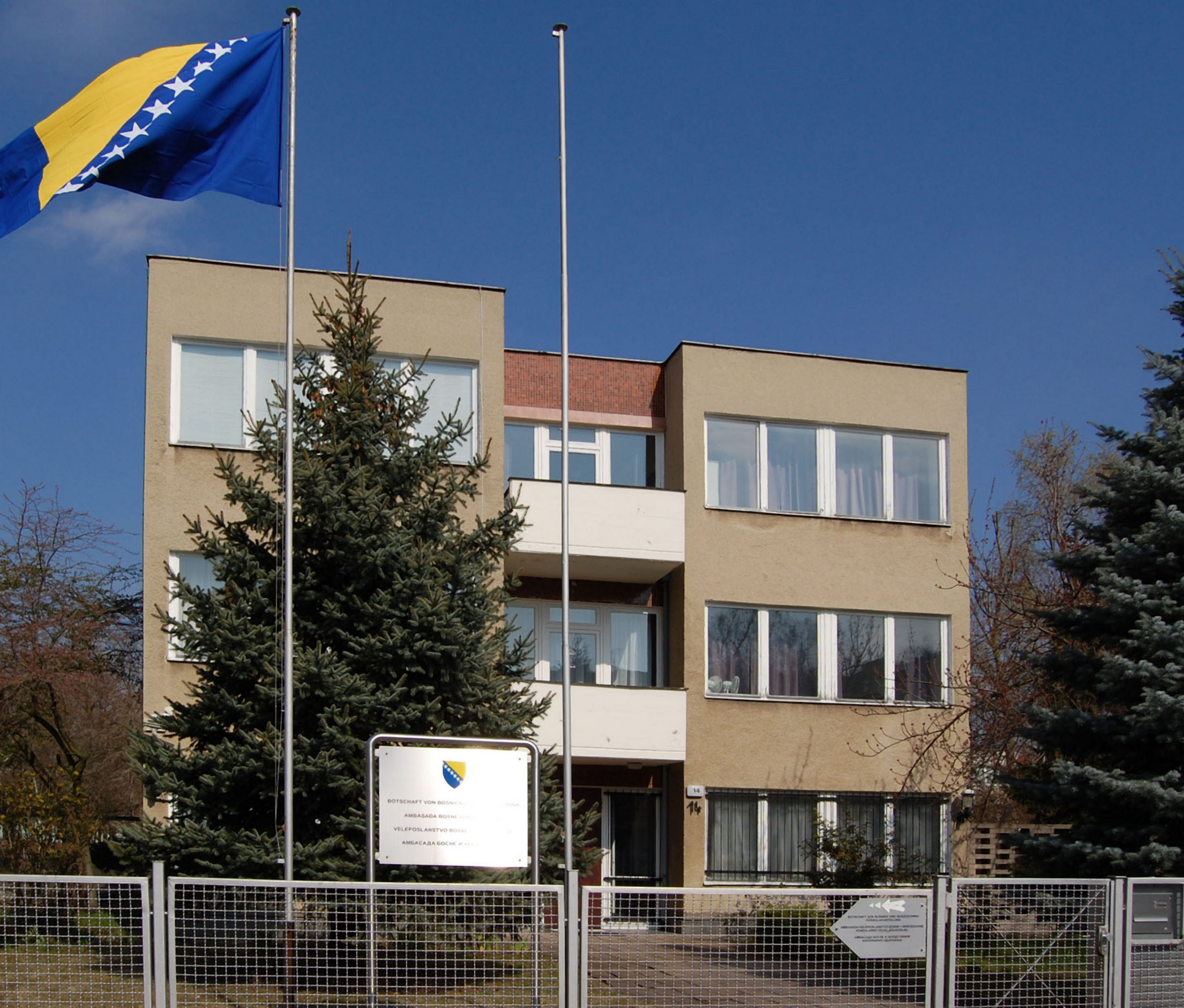
Посольство Боснії і Герцеговини
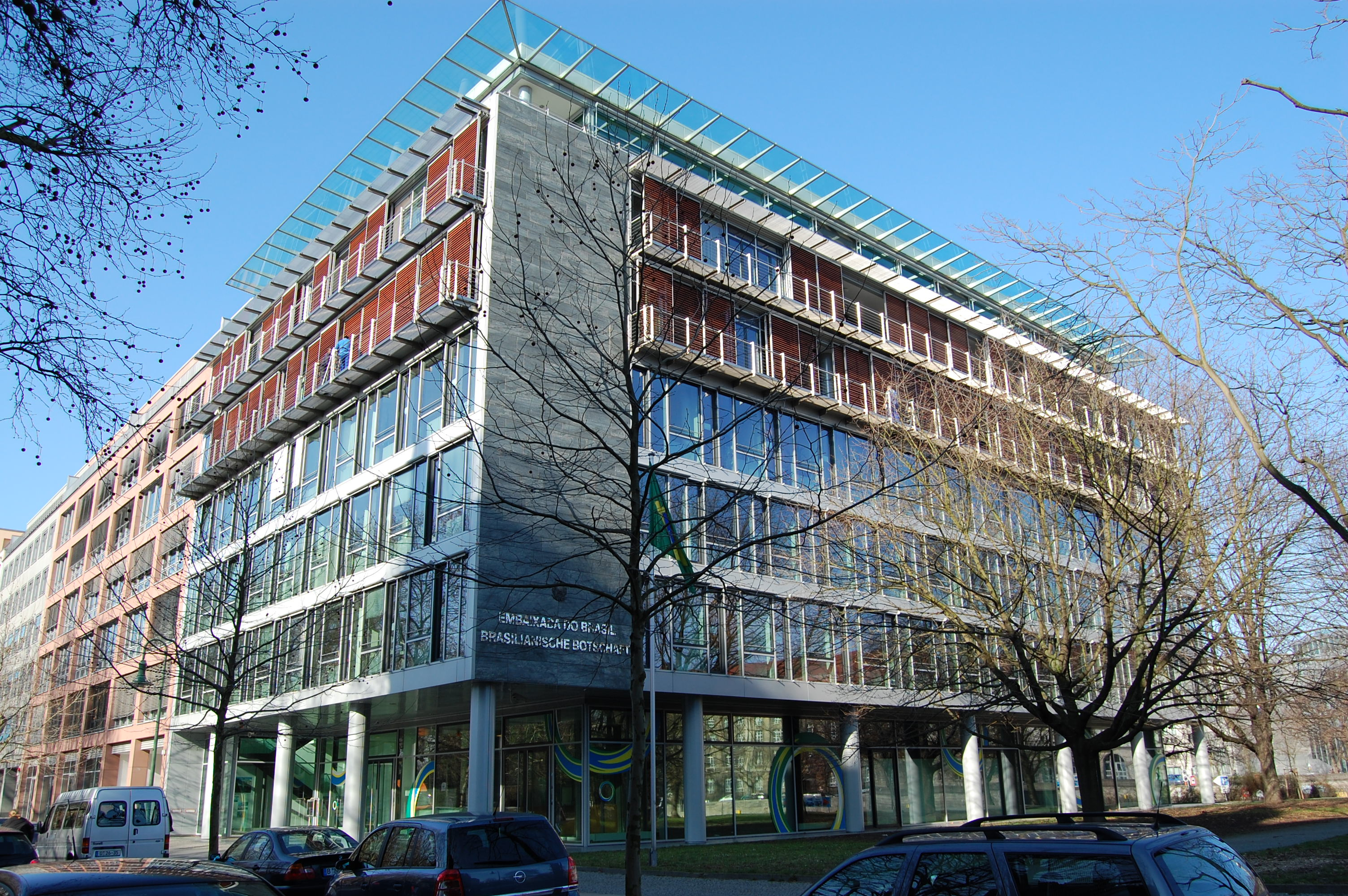
Посольство Бразилії
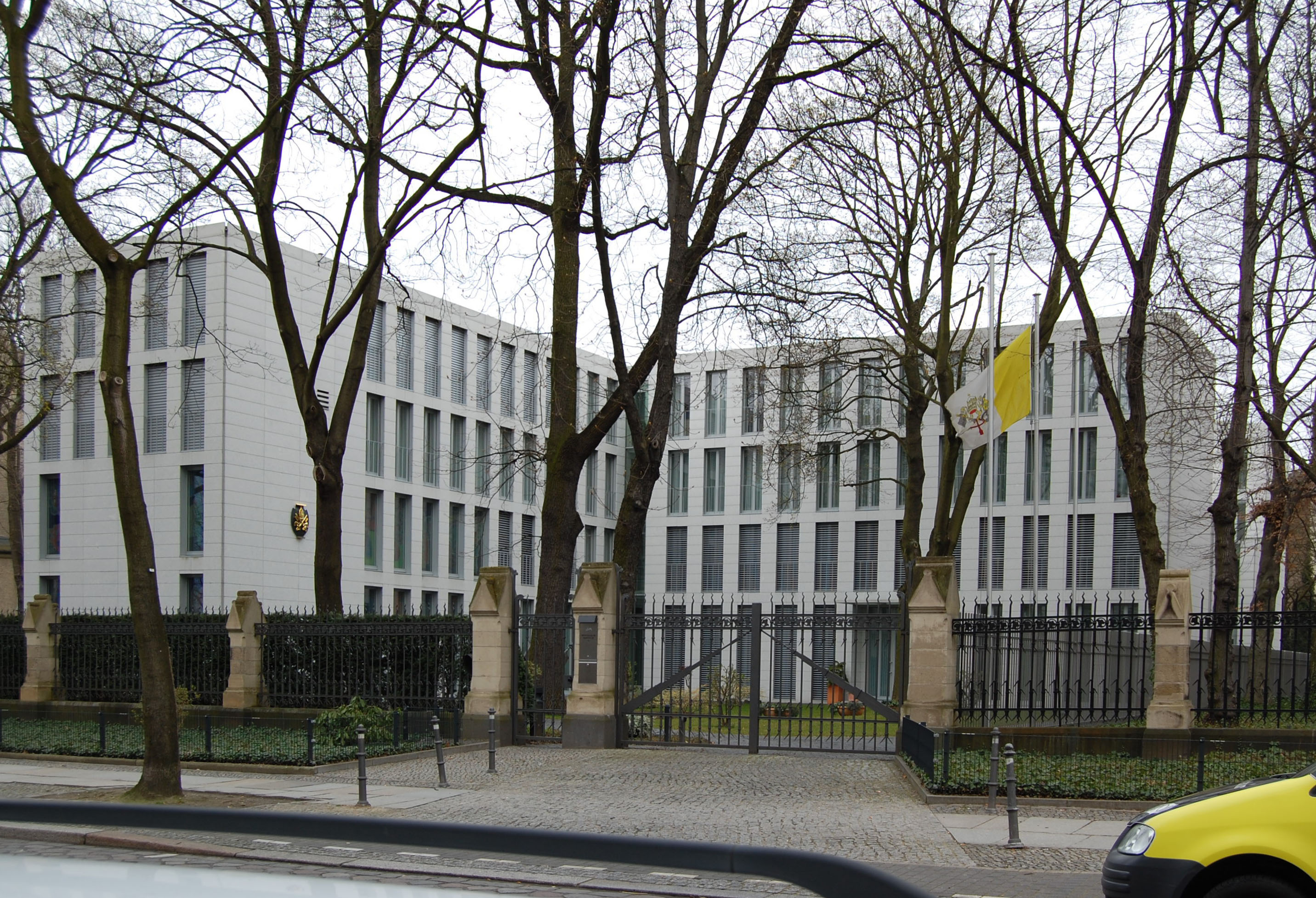
Апостольська нунція Святого Престолу (Ватикану)
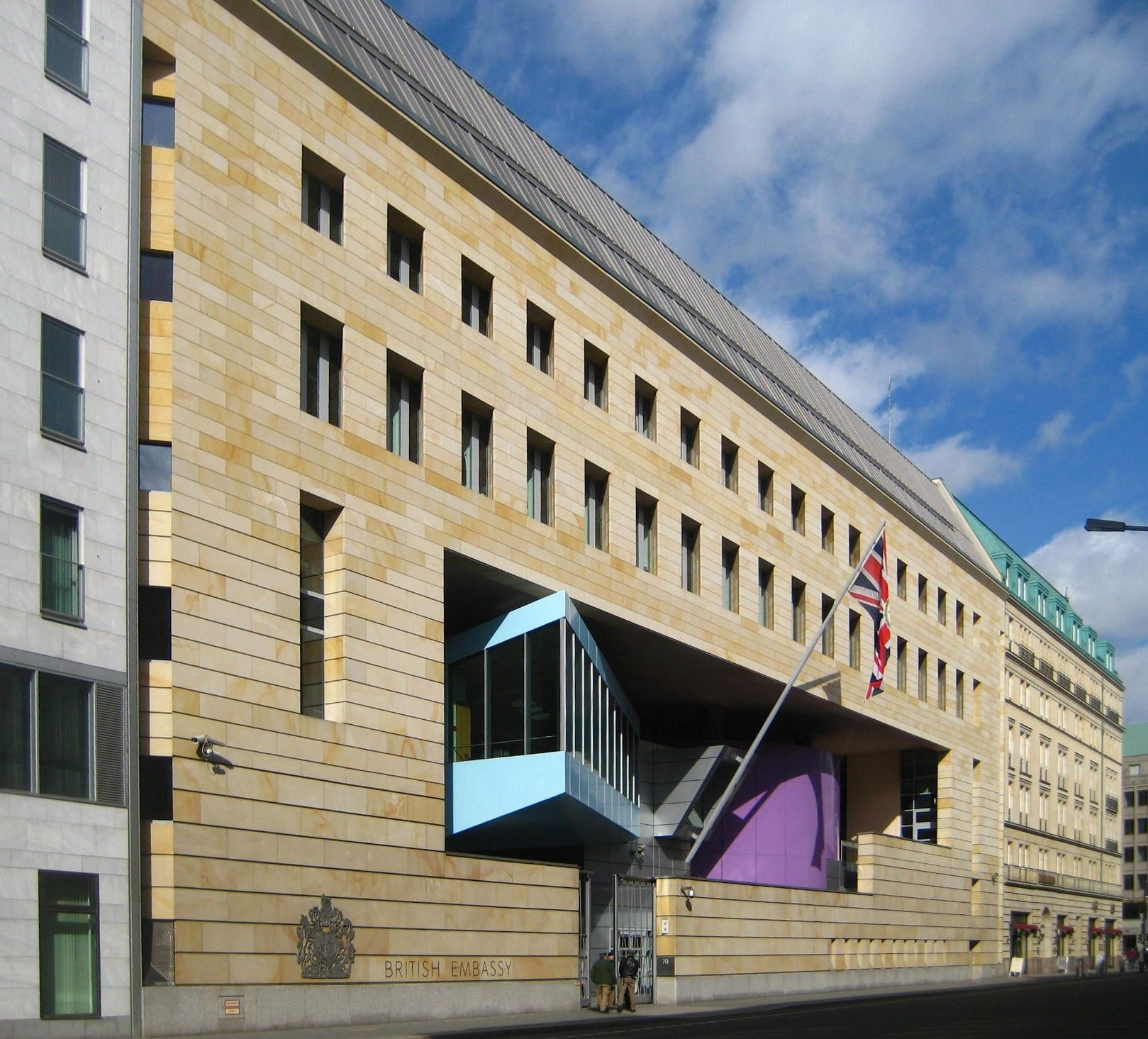
Посольство Великої Британії
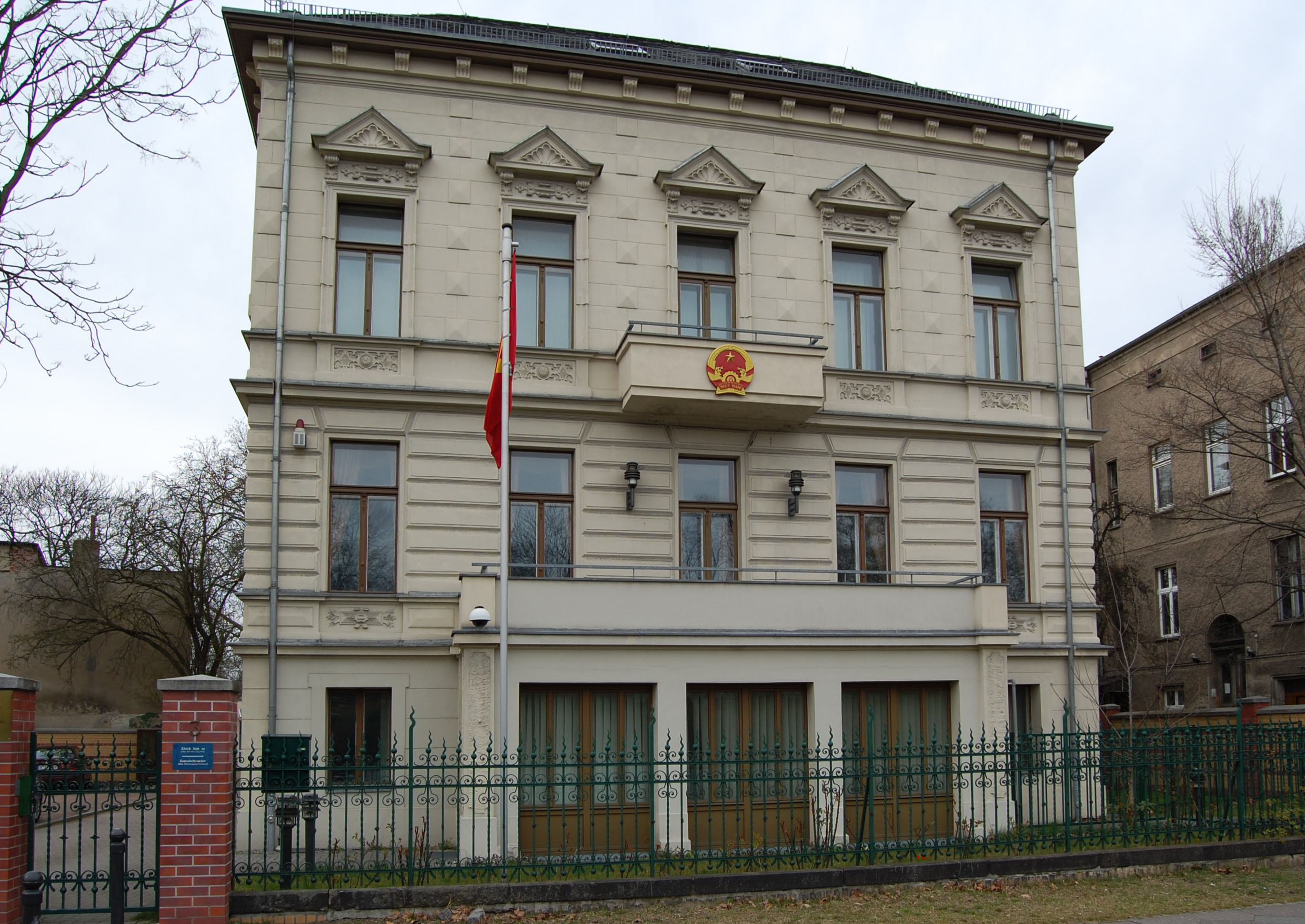
Посольство В'єтнаму
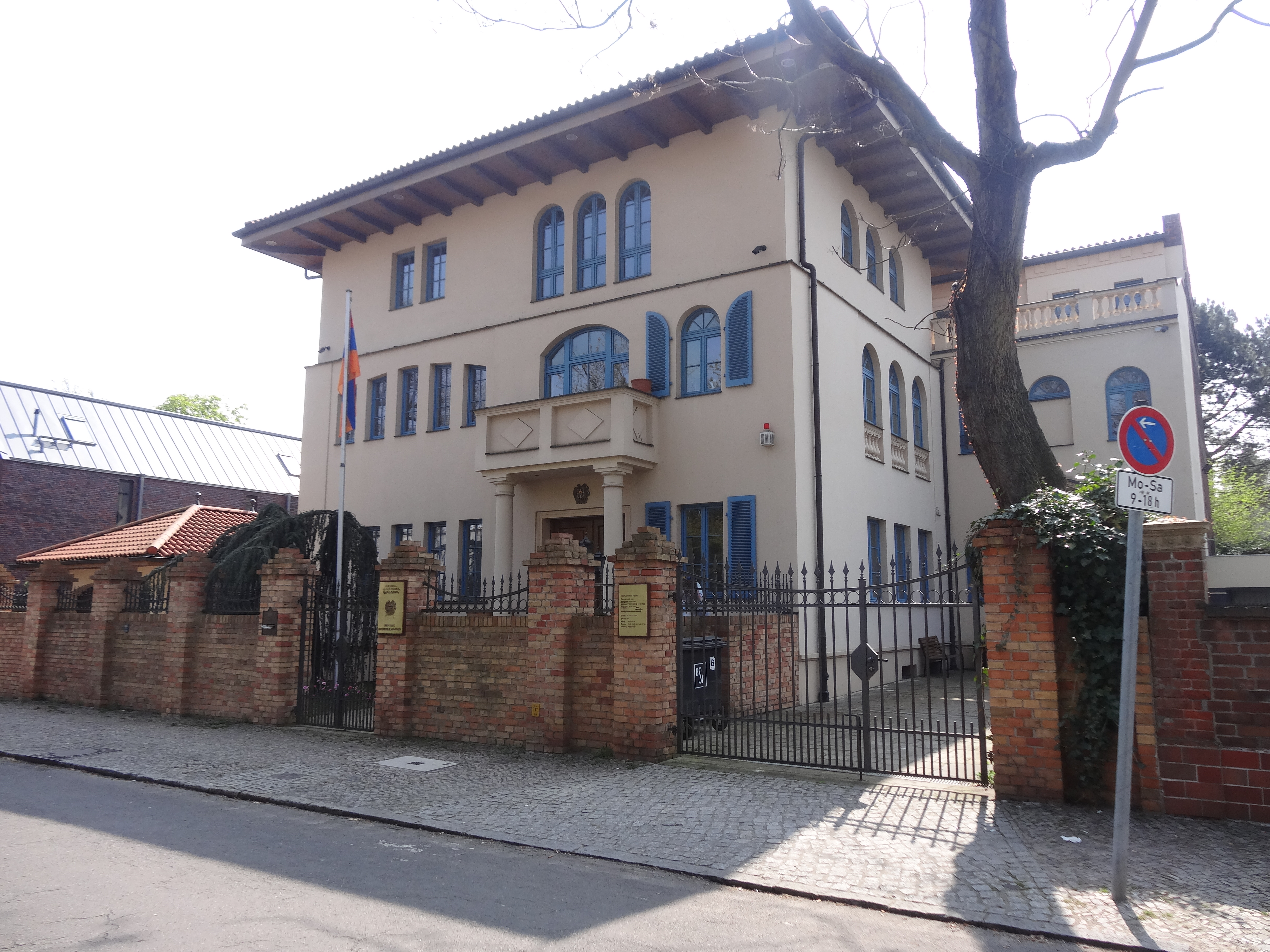
Посольство Вірменії
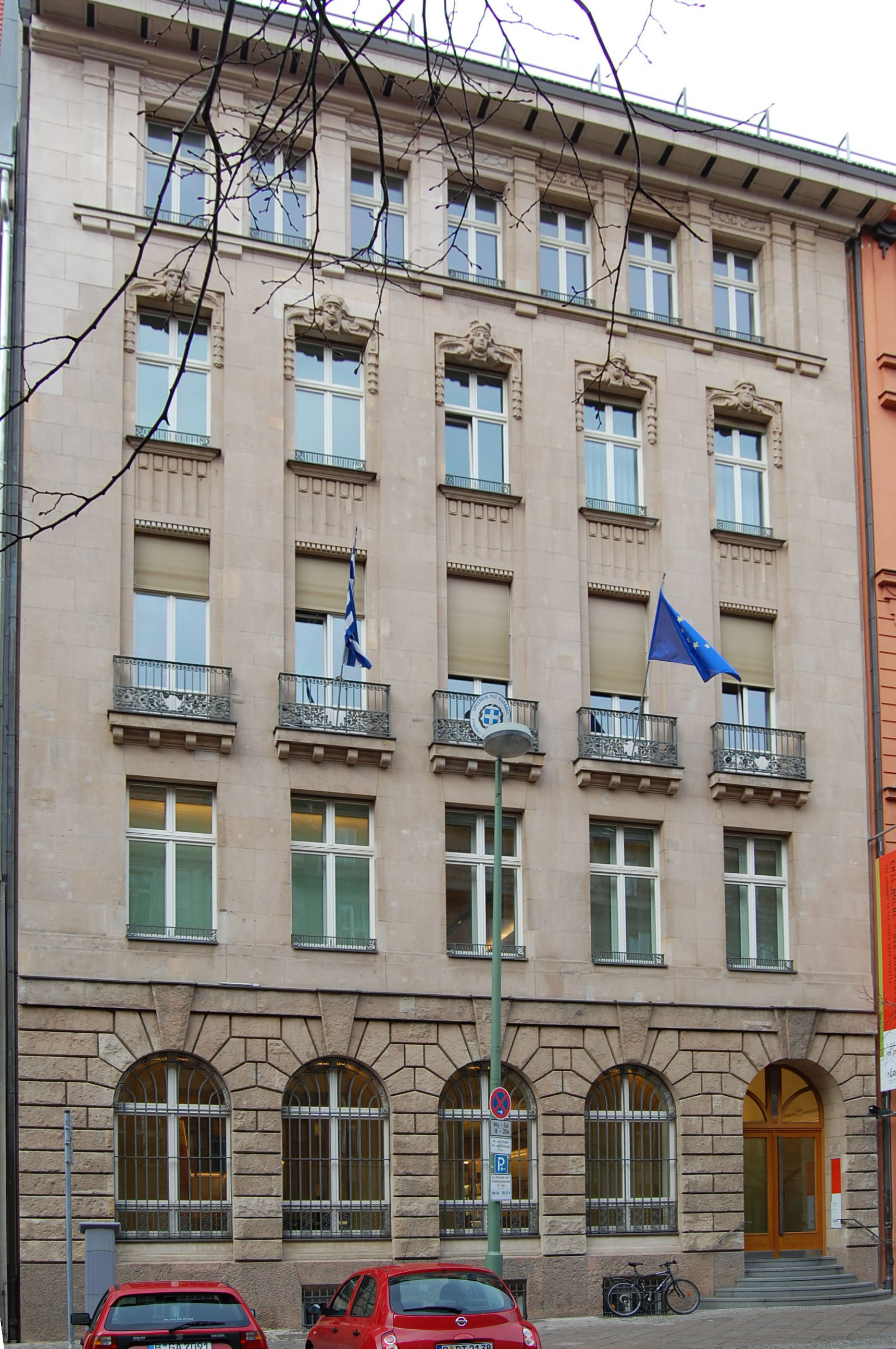
Посольство Греції
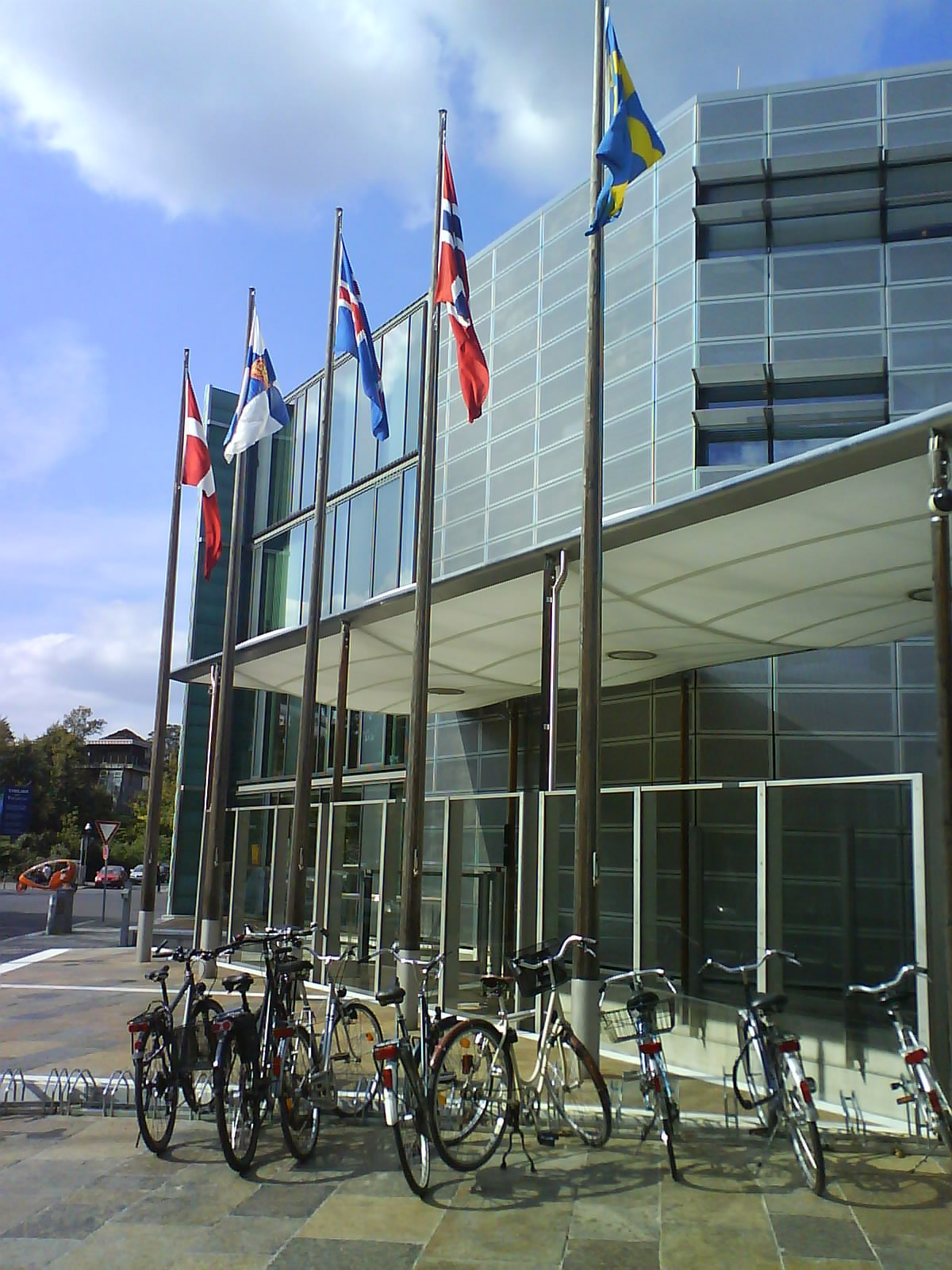
Посольства Данії, Ісландії, Норвегії, Фінляндії та Швеції
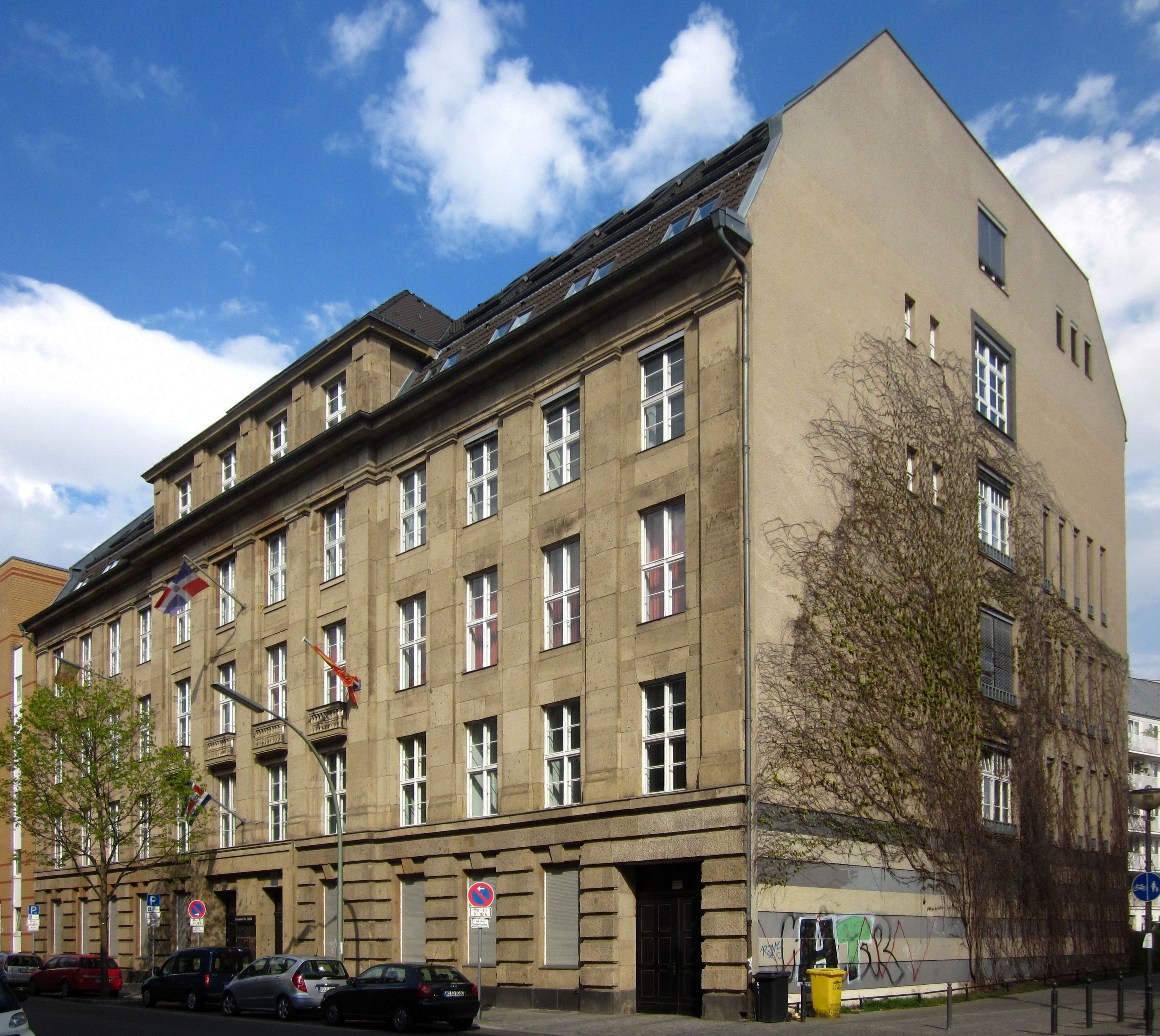
Посольства Домініканської республіки, Коста-Рики, Сенегалу та Чорногорії
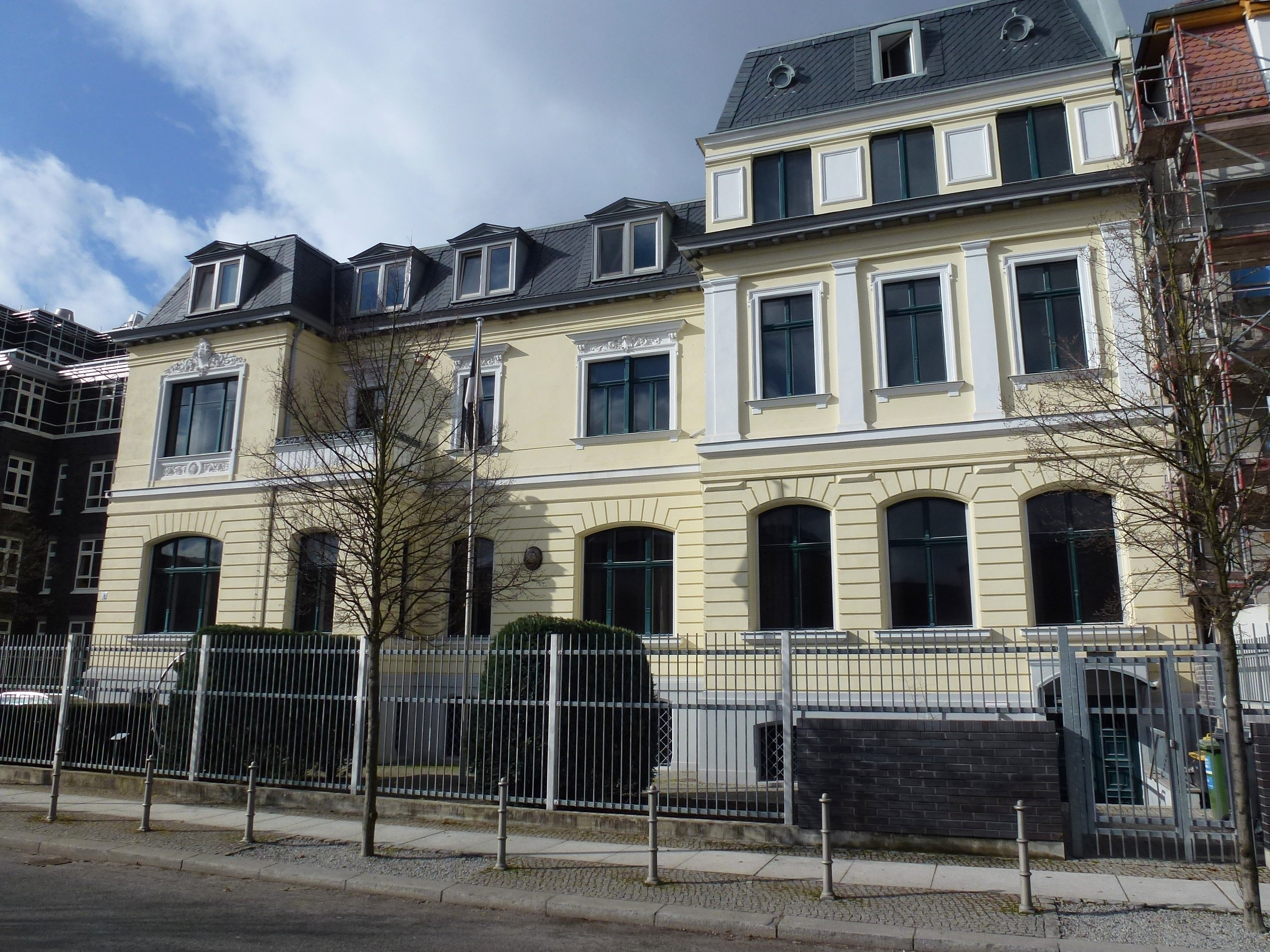
Посольство Естонії
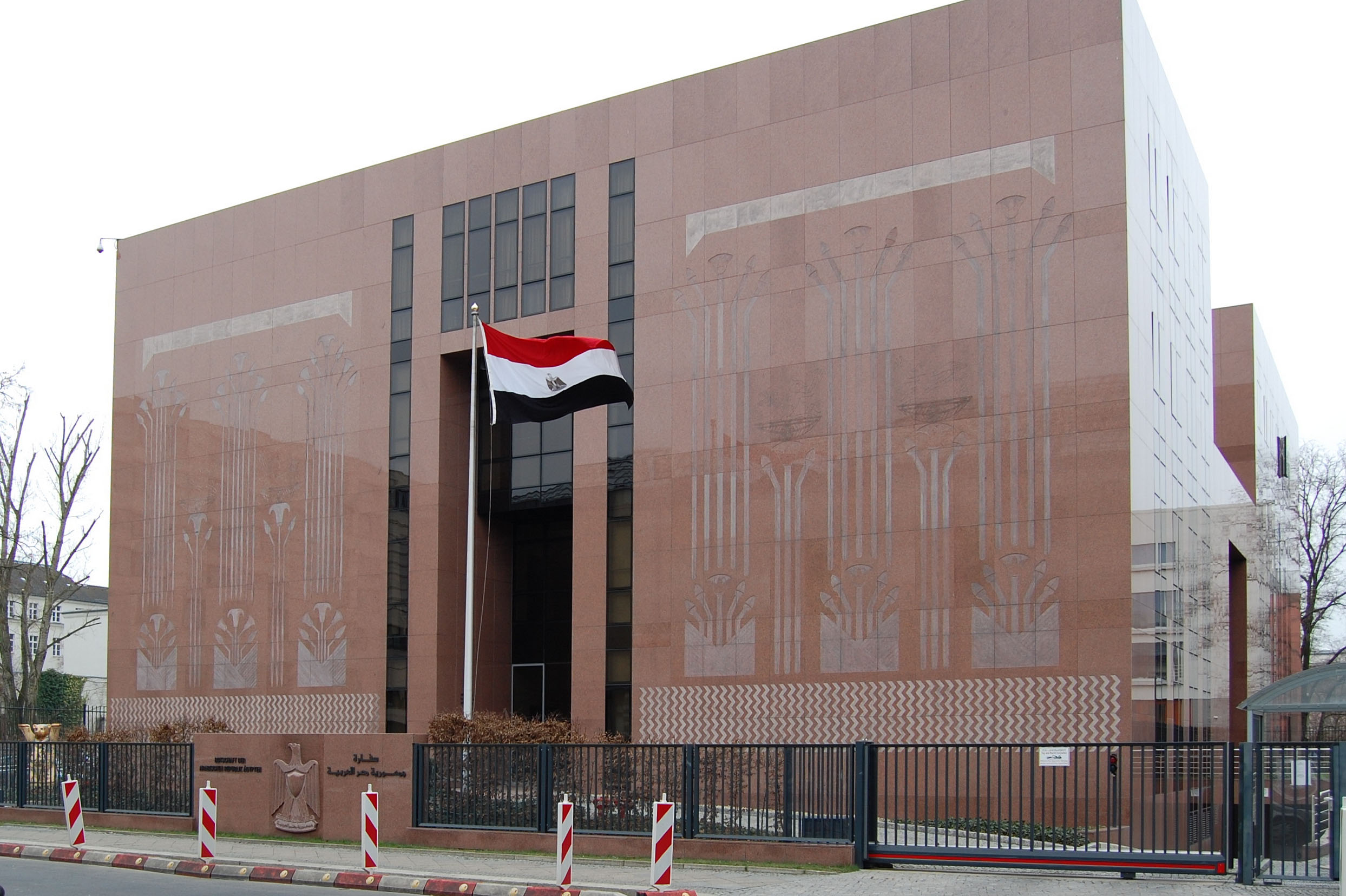
Посольство Єгипту
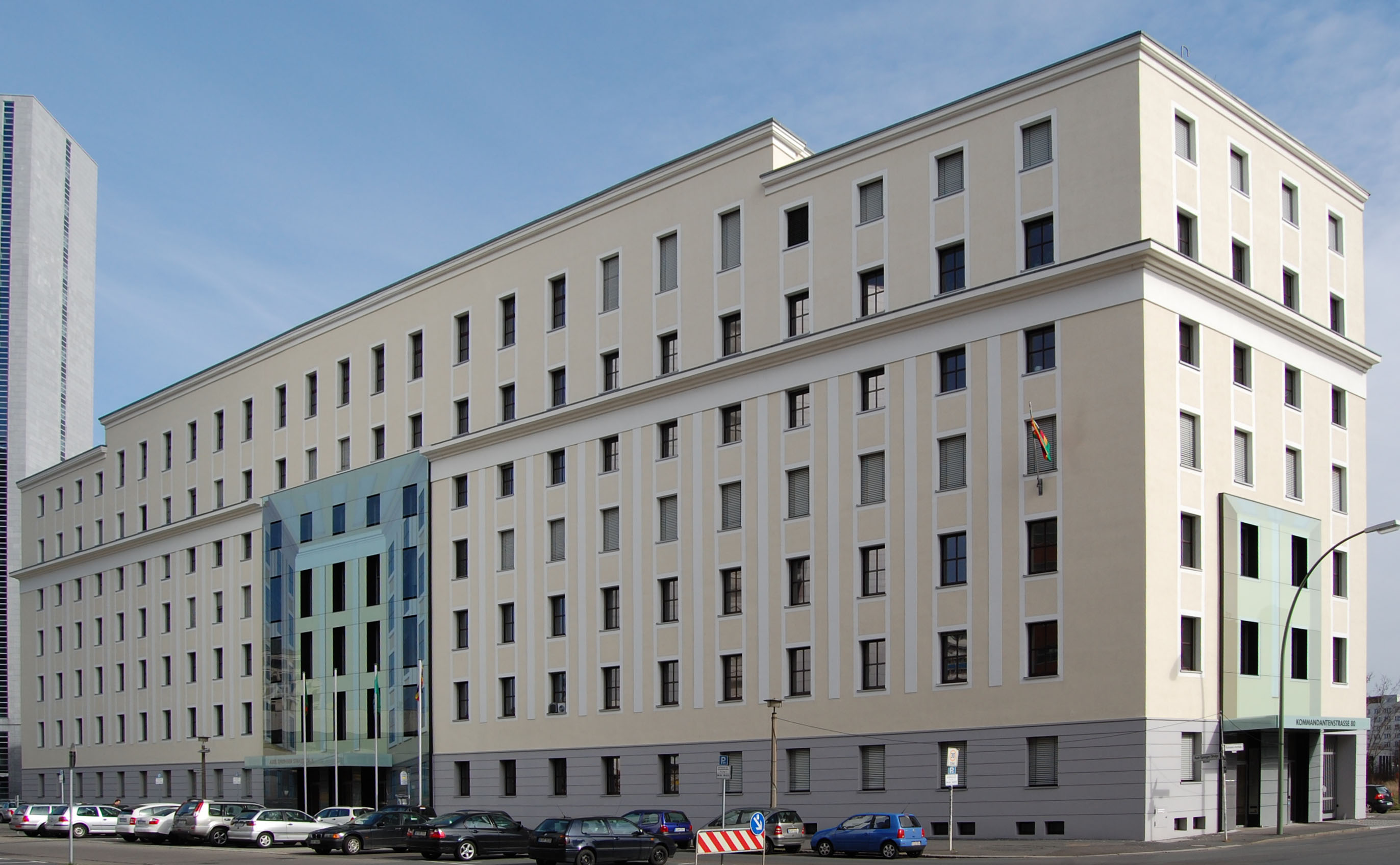
Посольства Замбії, Зімбабве, Мавританії та Уганди
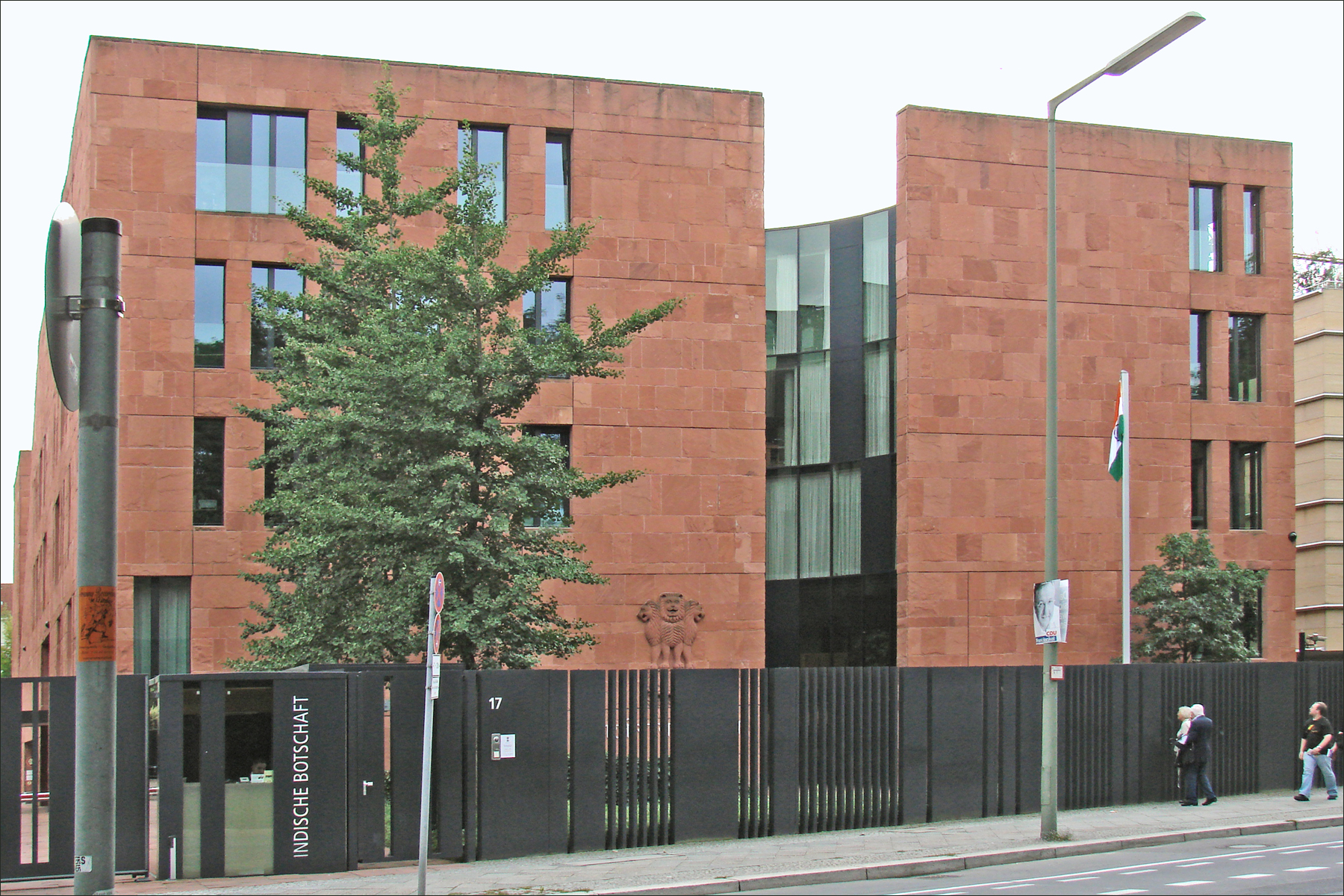
Посольство Індії
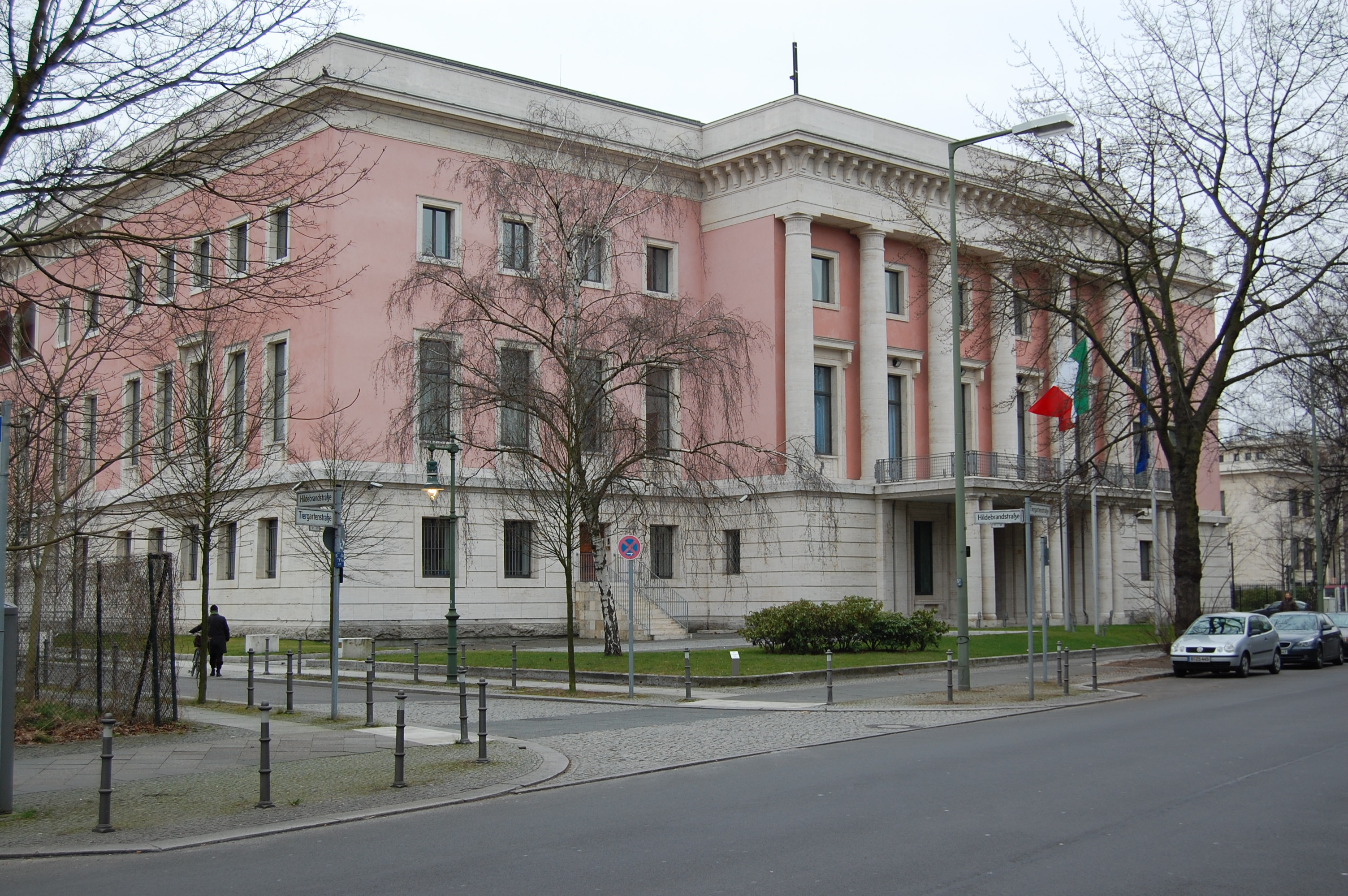
Посольство Італії
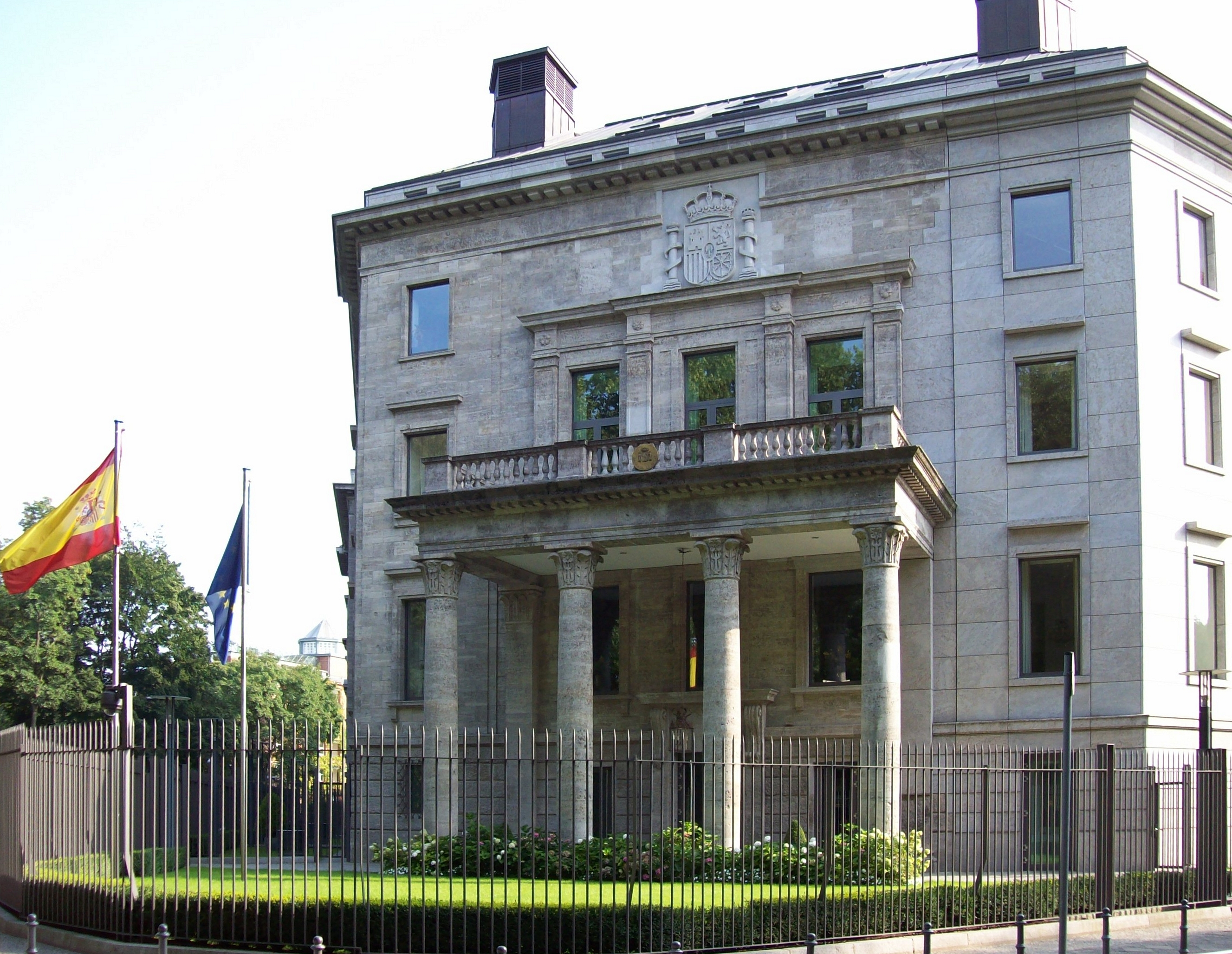
Посольство Іспанії
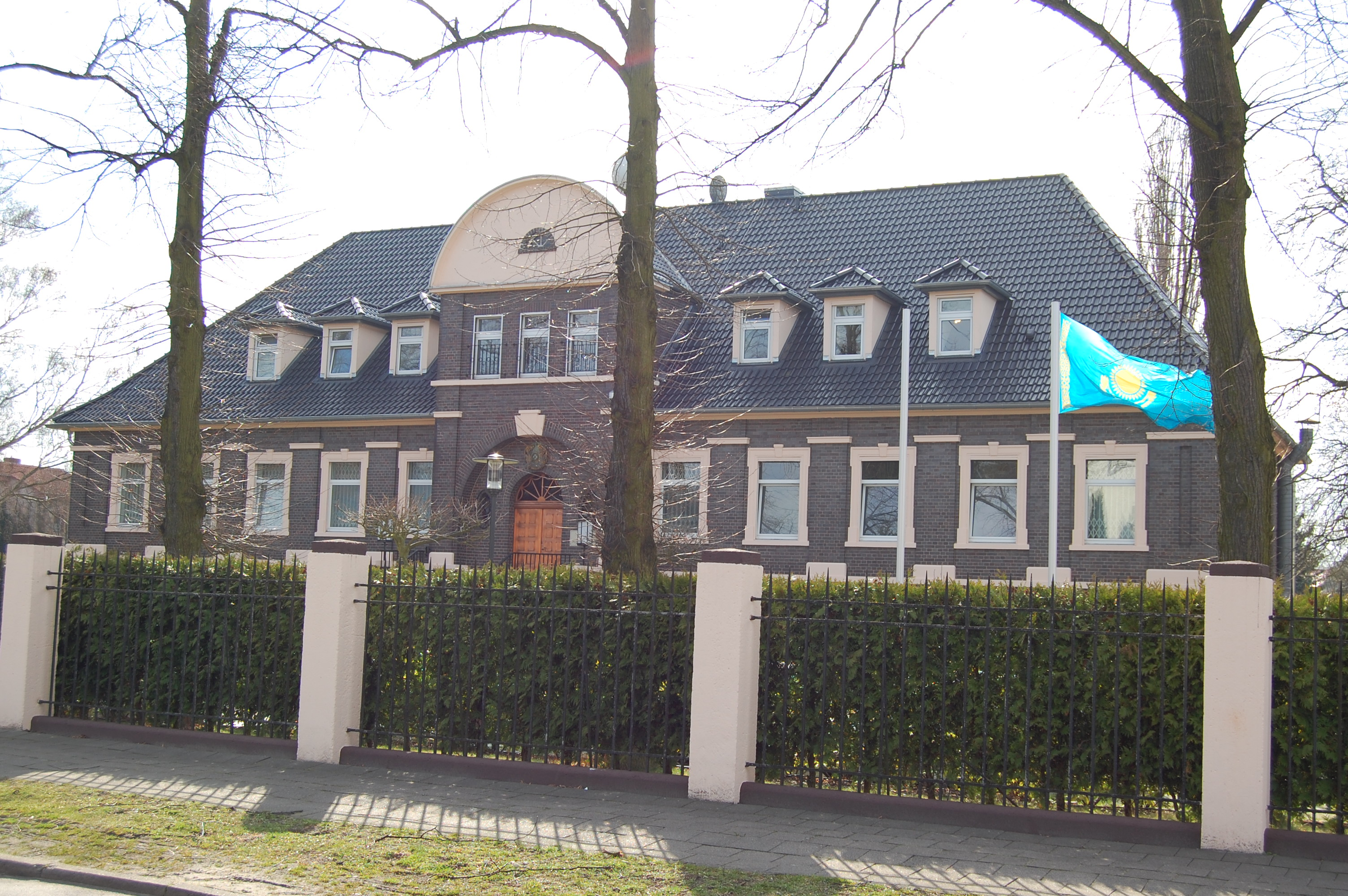
Посольство Казахстану
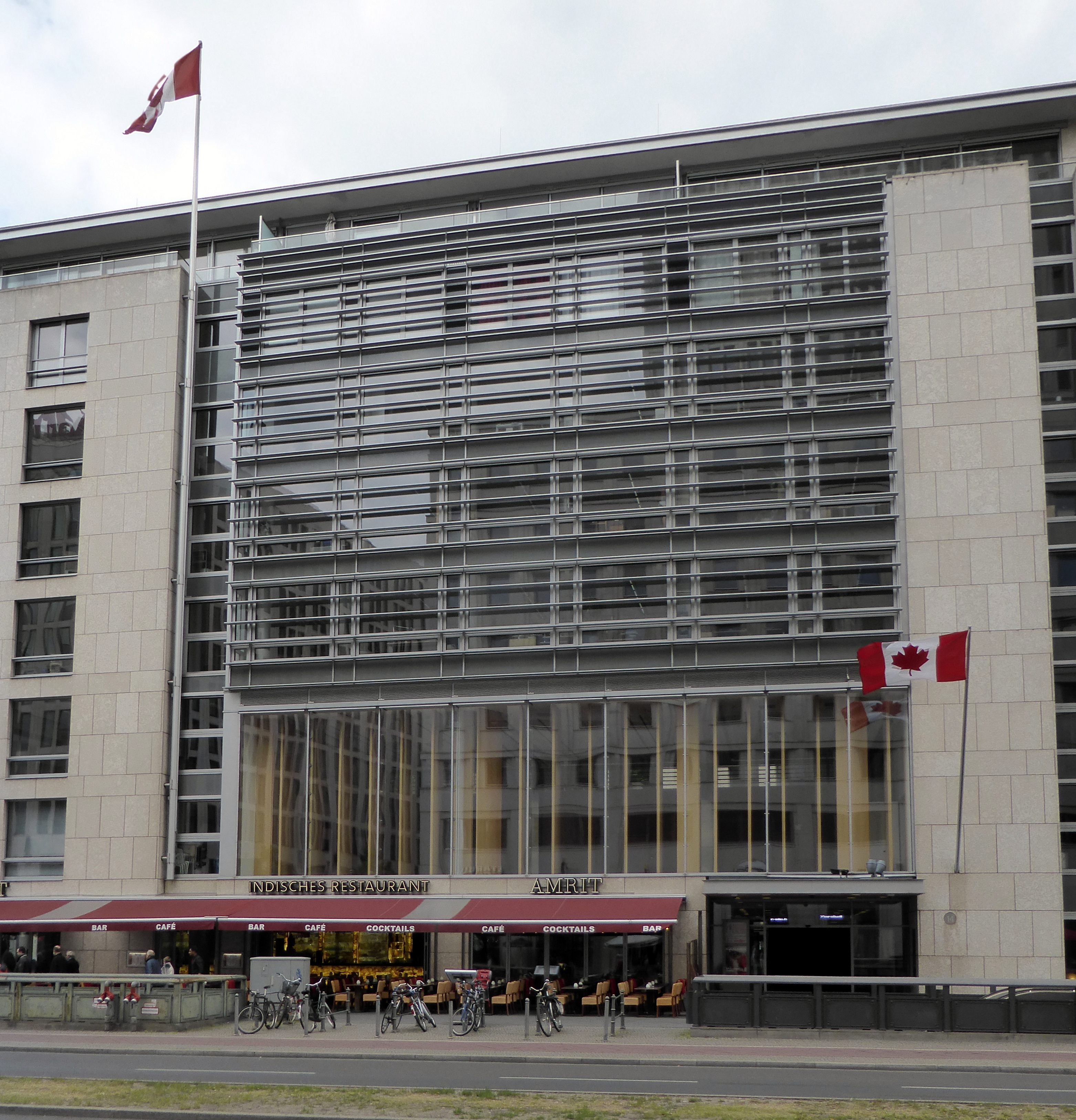
Посольство Канади
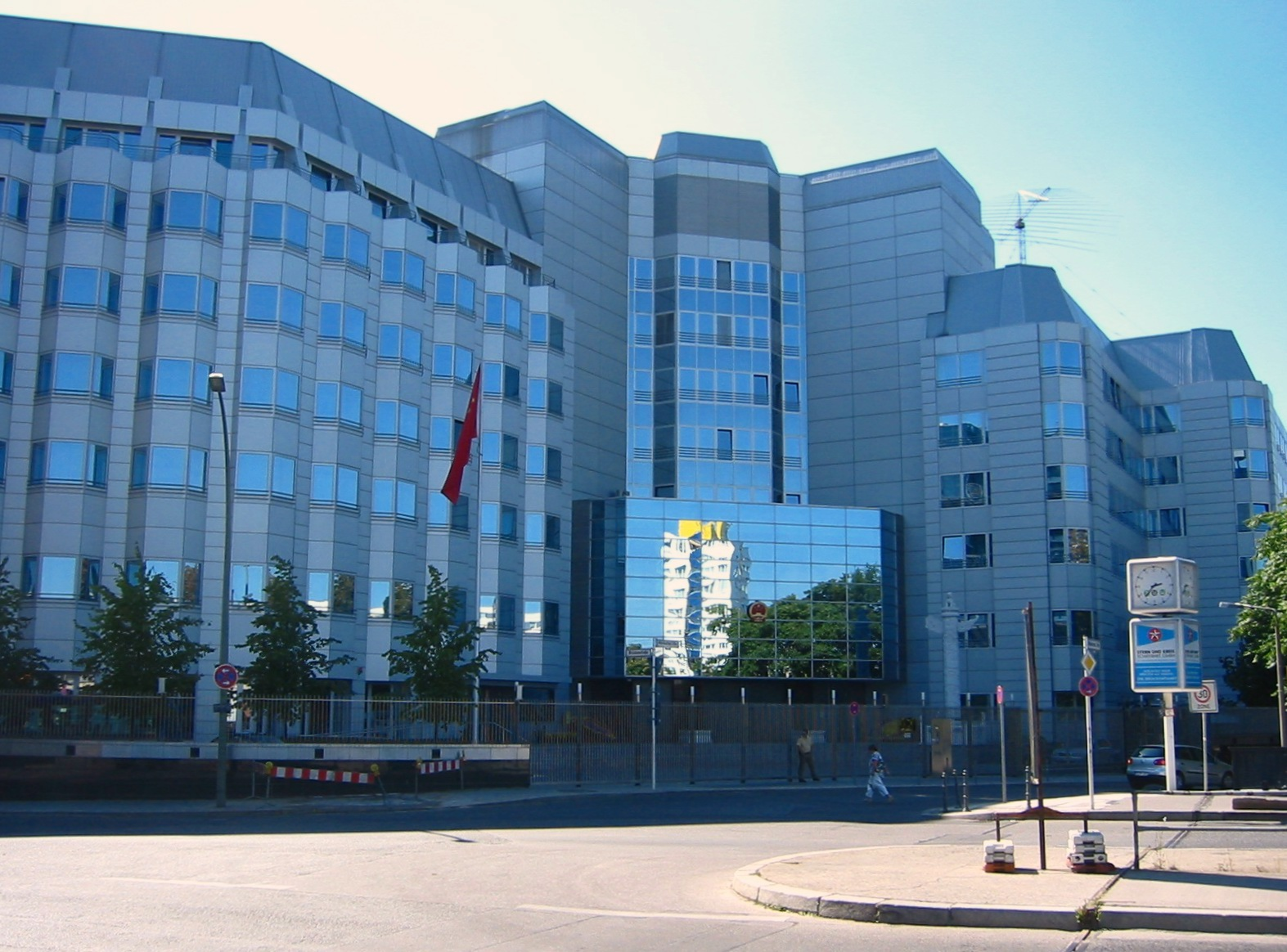
Посольство КНР
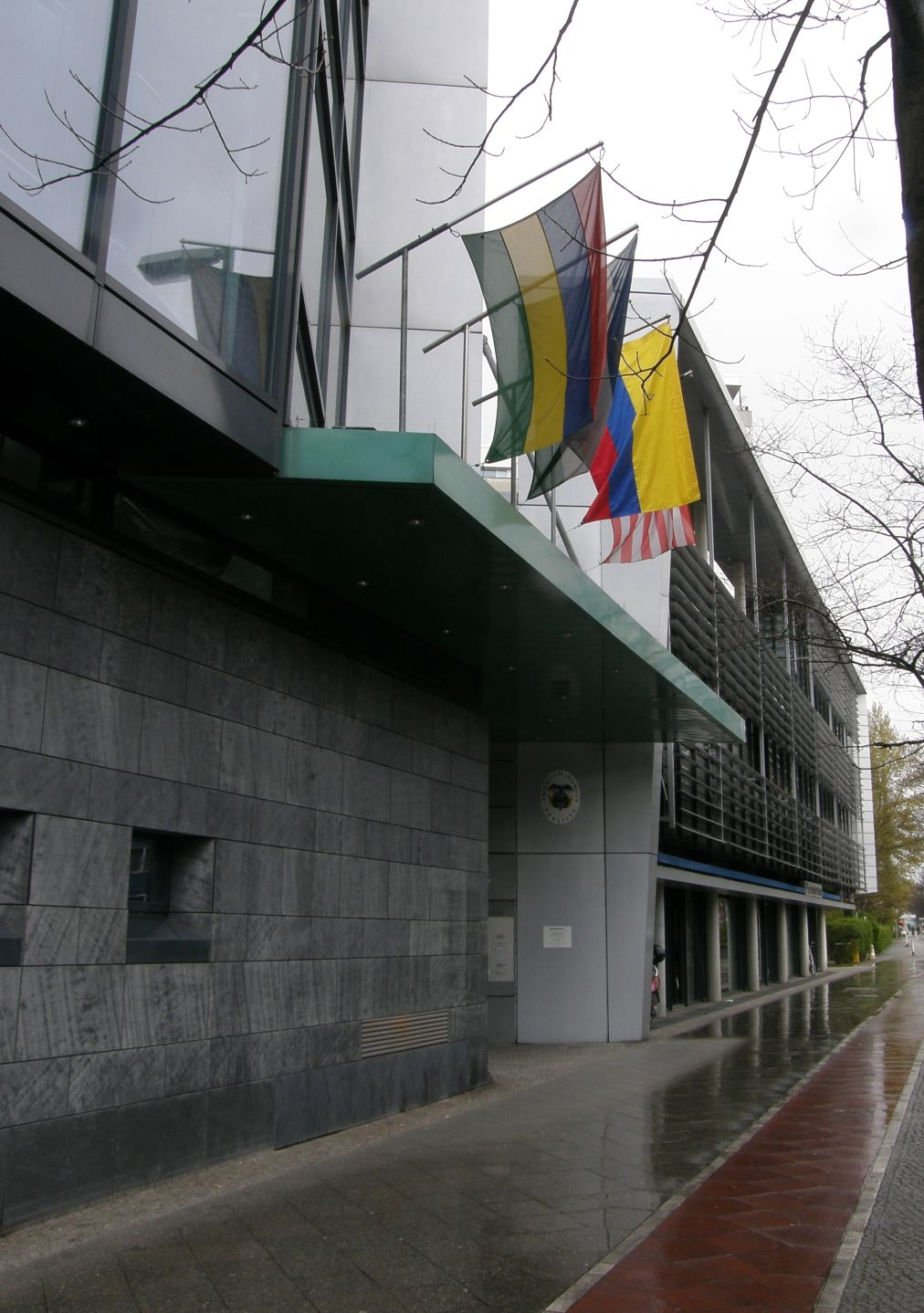
Посольства Колумбії, Лесото, Ліберії та Маврикія
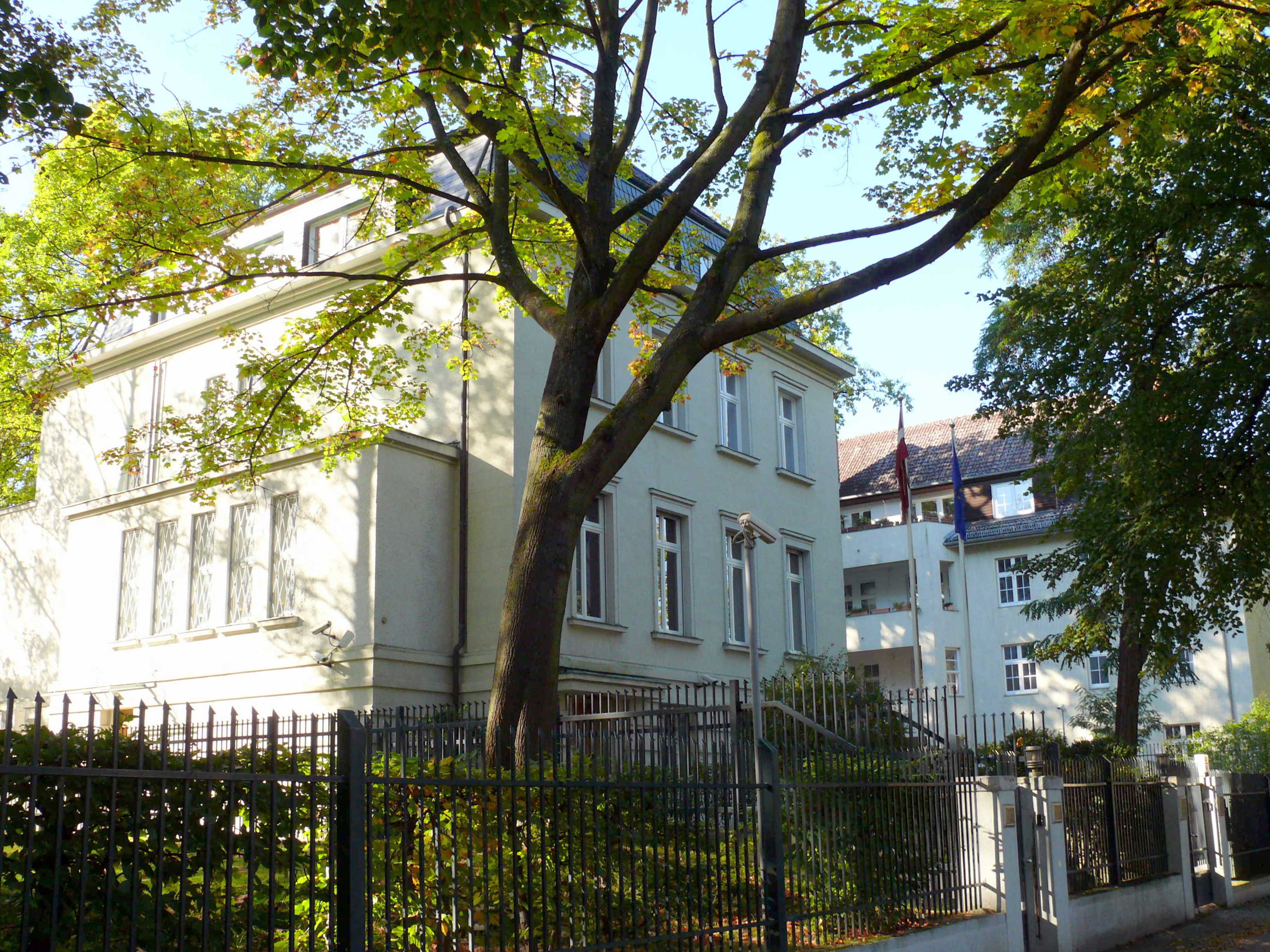
Посольство Латвії
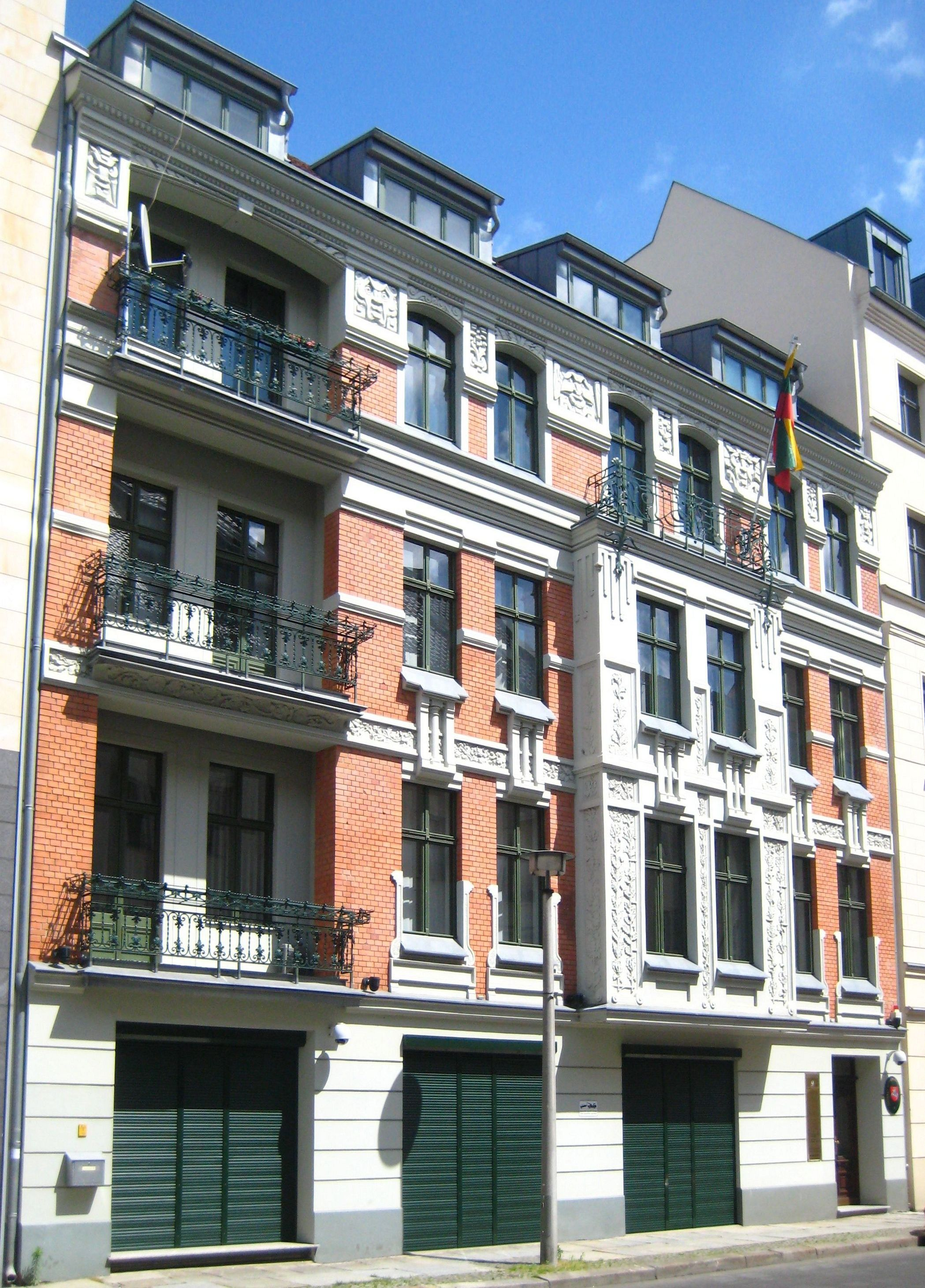
Посольство Литви
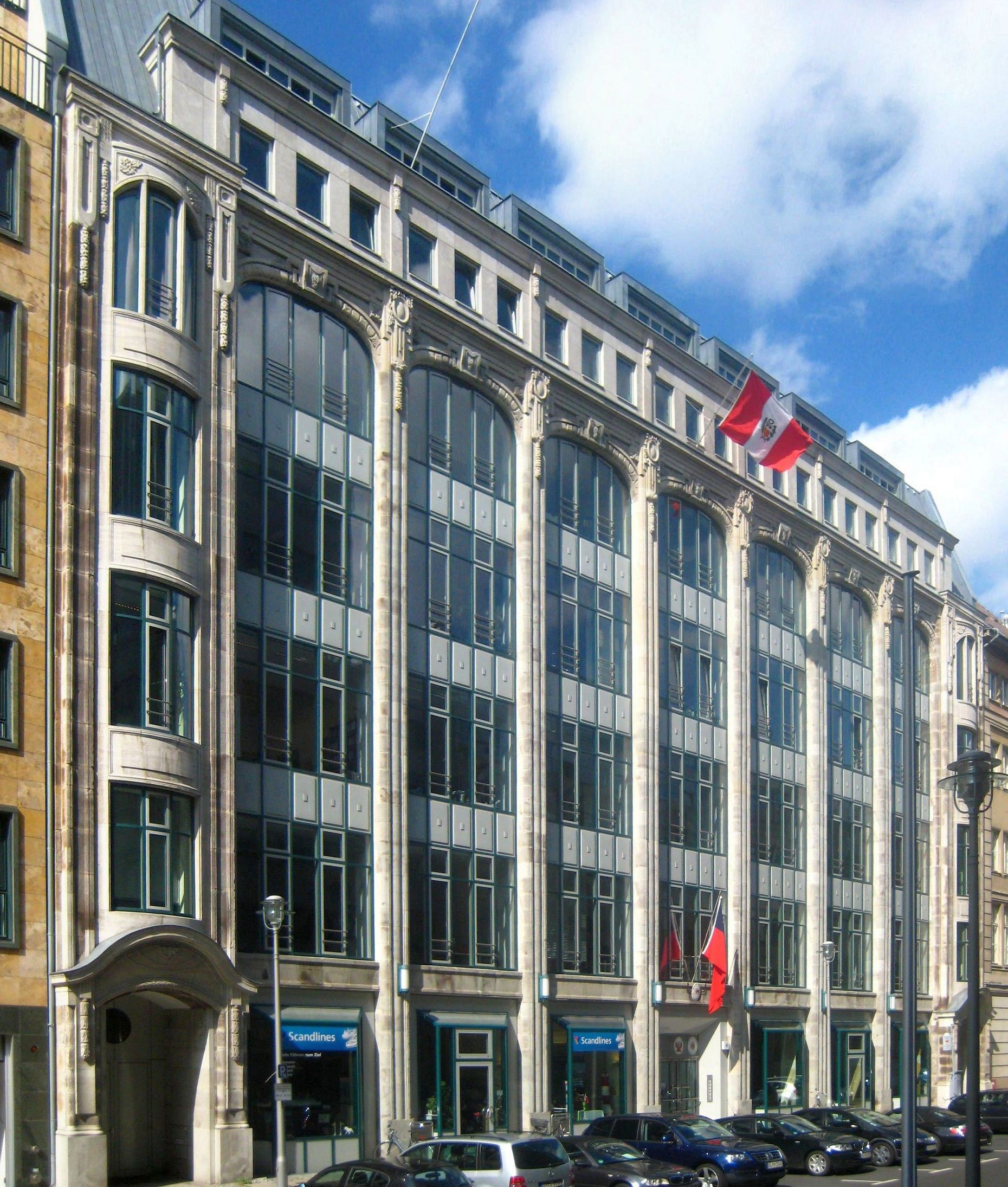
Посольства Ліхтенштейна, Перу та Чилі
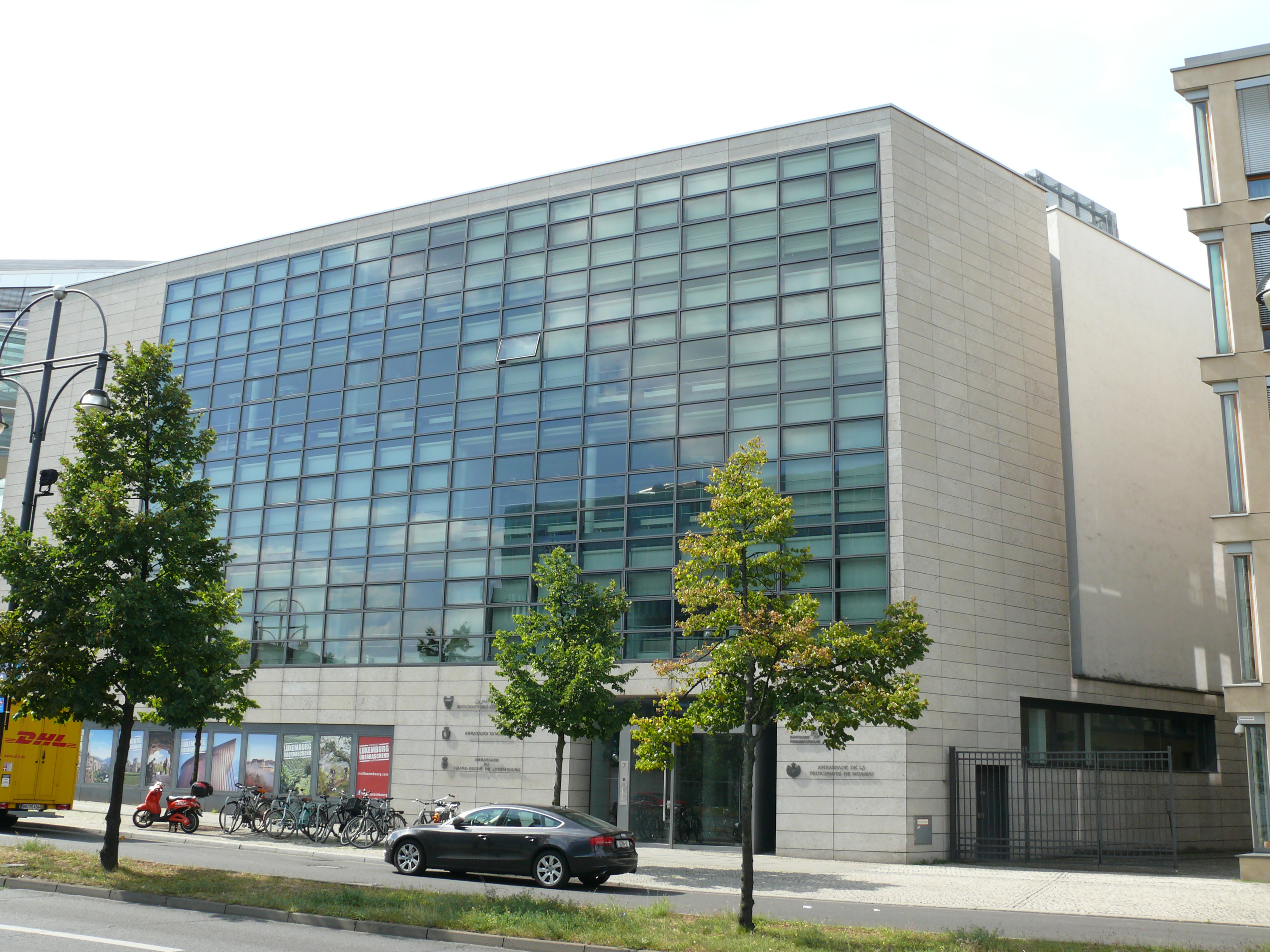
Посольства Люксембургу, Мальти та Монако
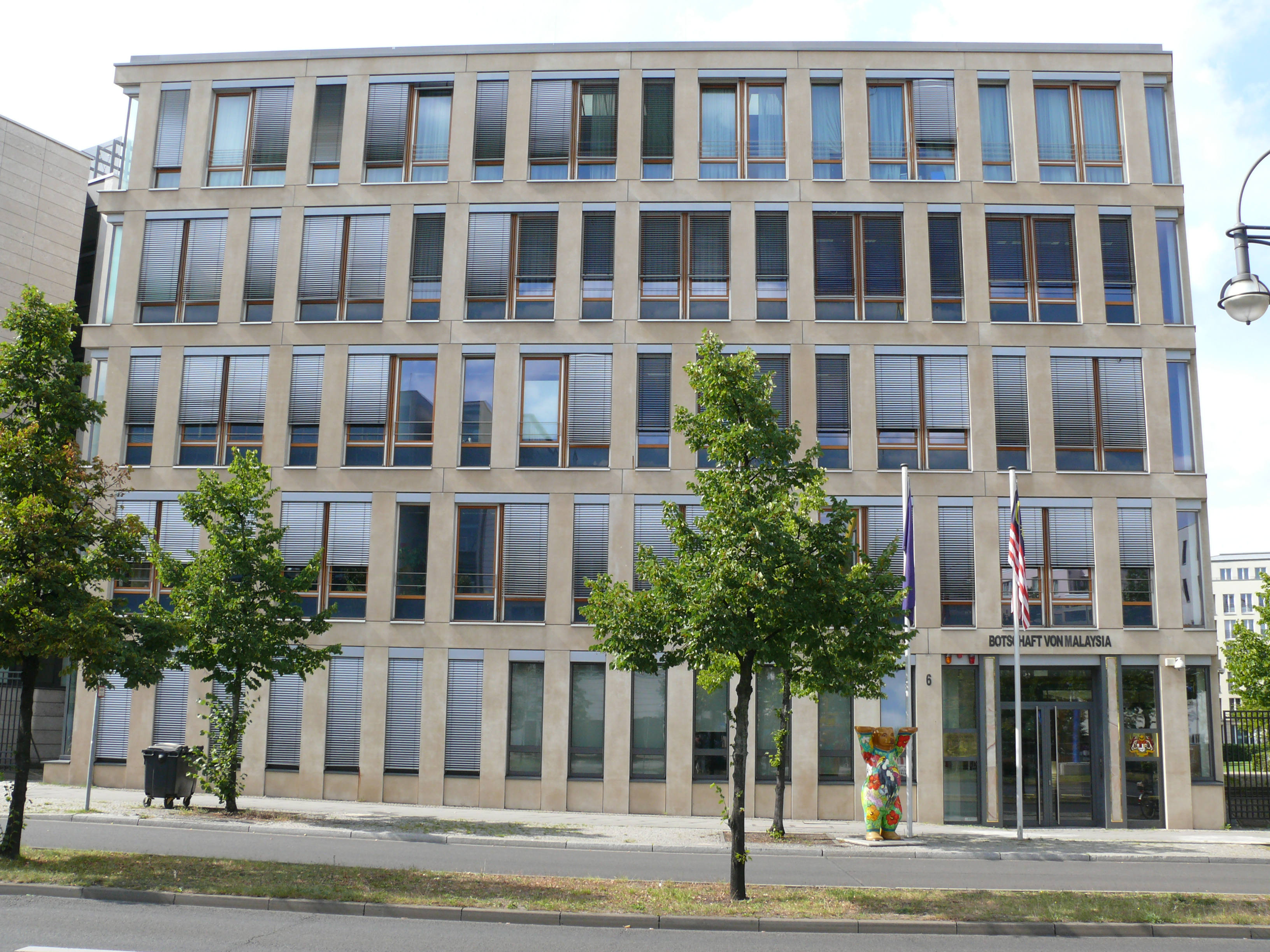
Посольство Малайзії
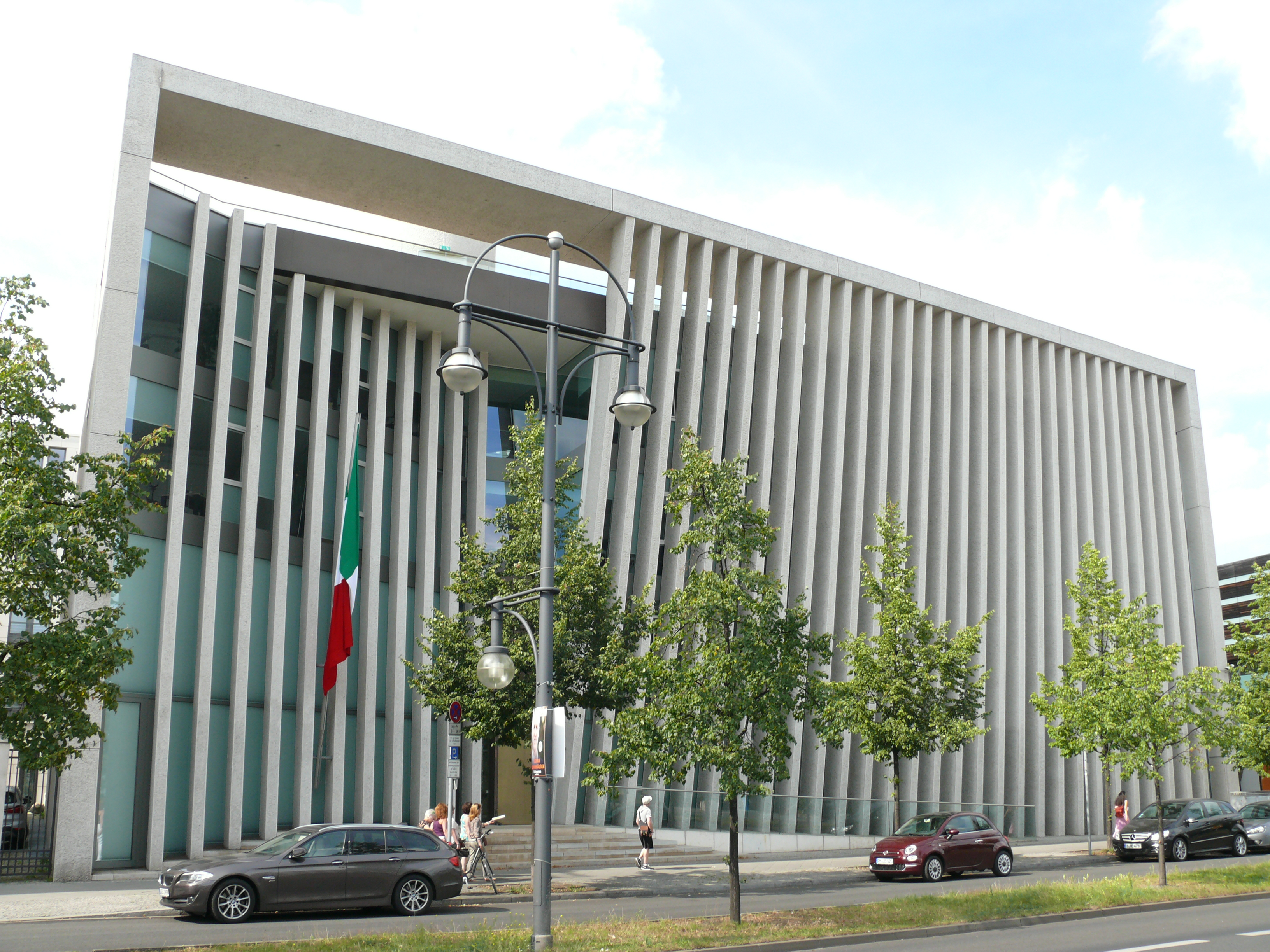
Посольство Мексики
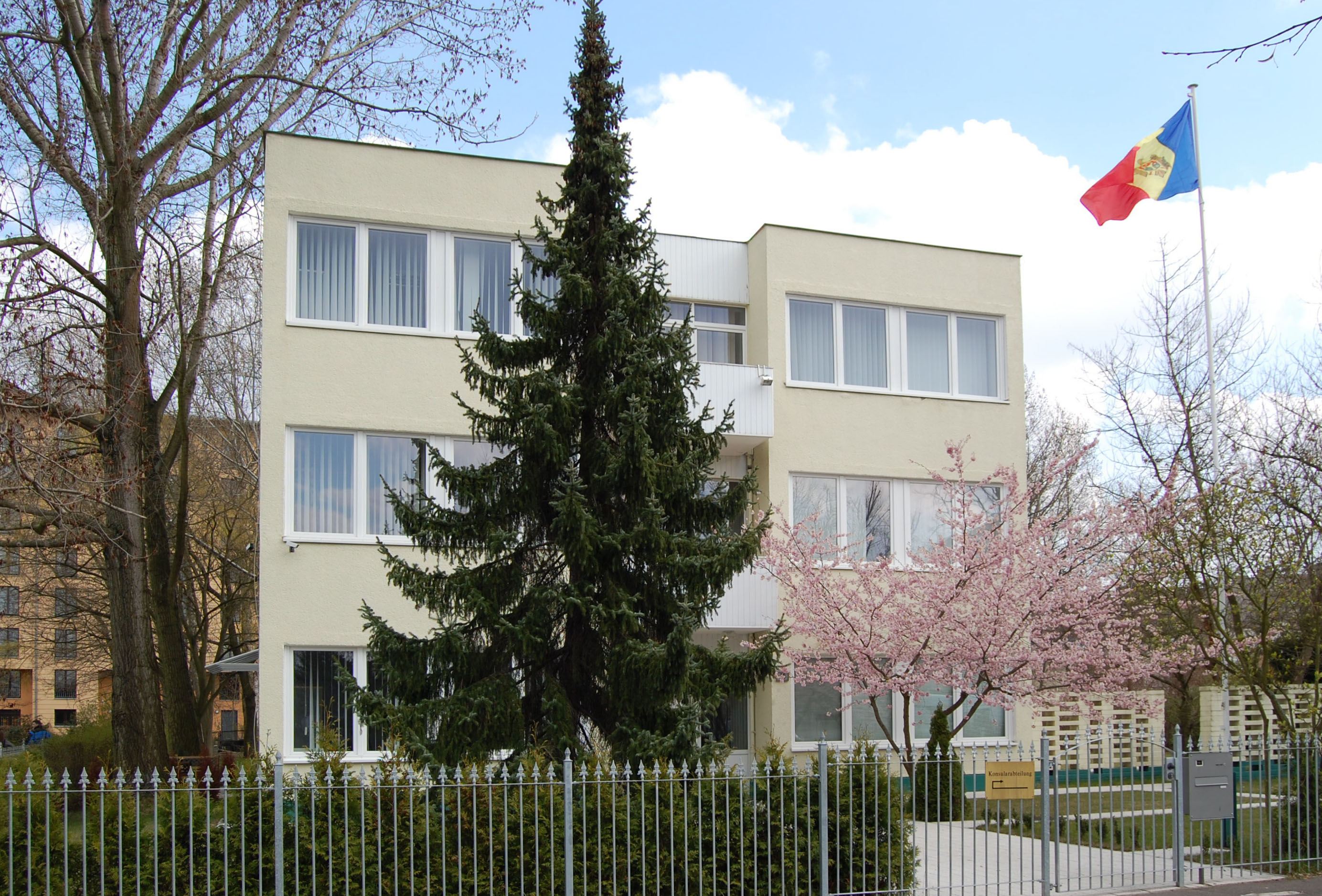
Посольство Молдови
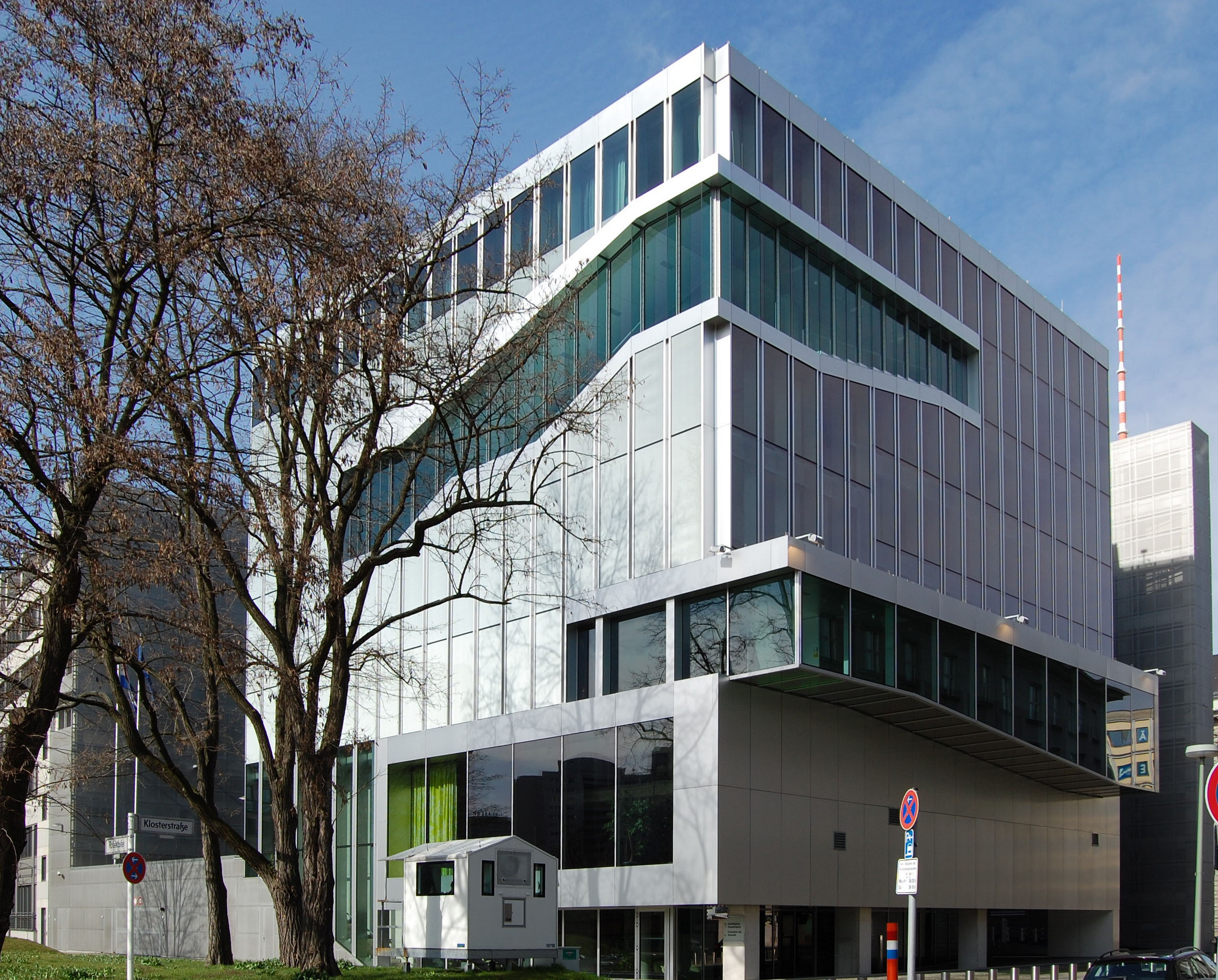
Посольство Нідерландів
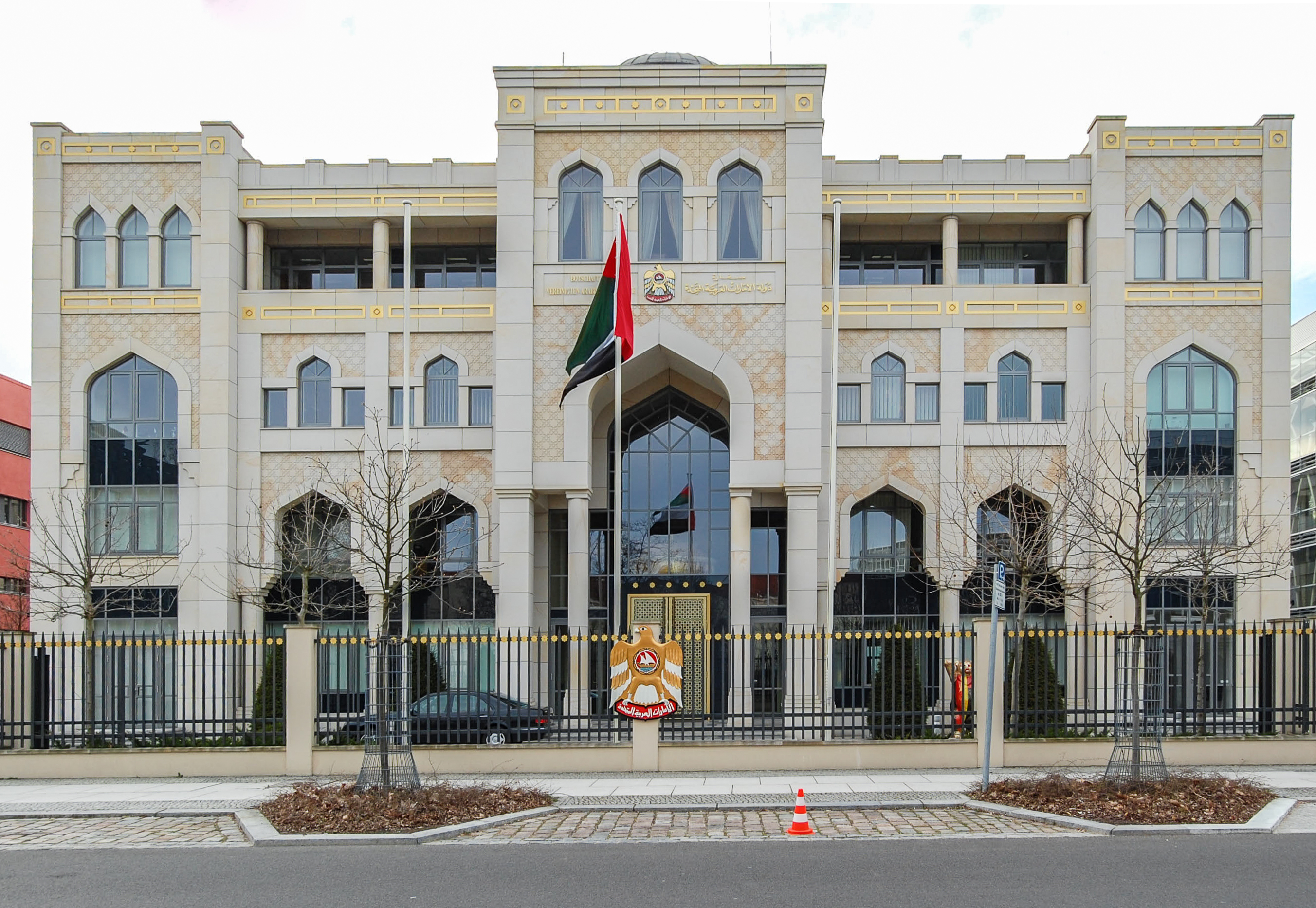
Посольство ОАЕ
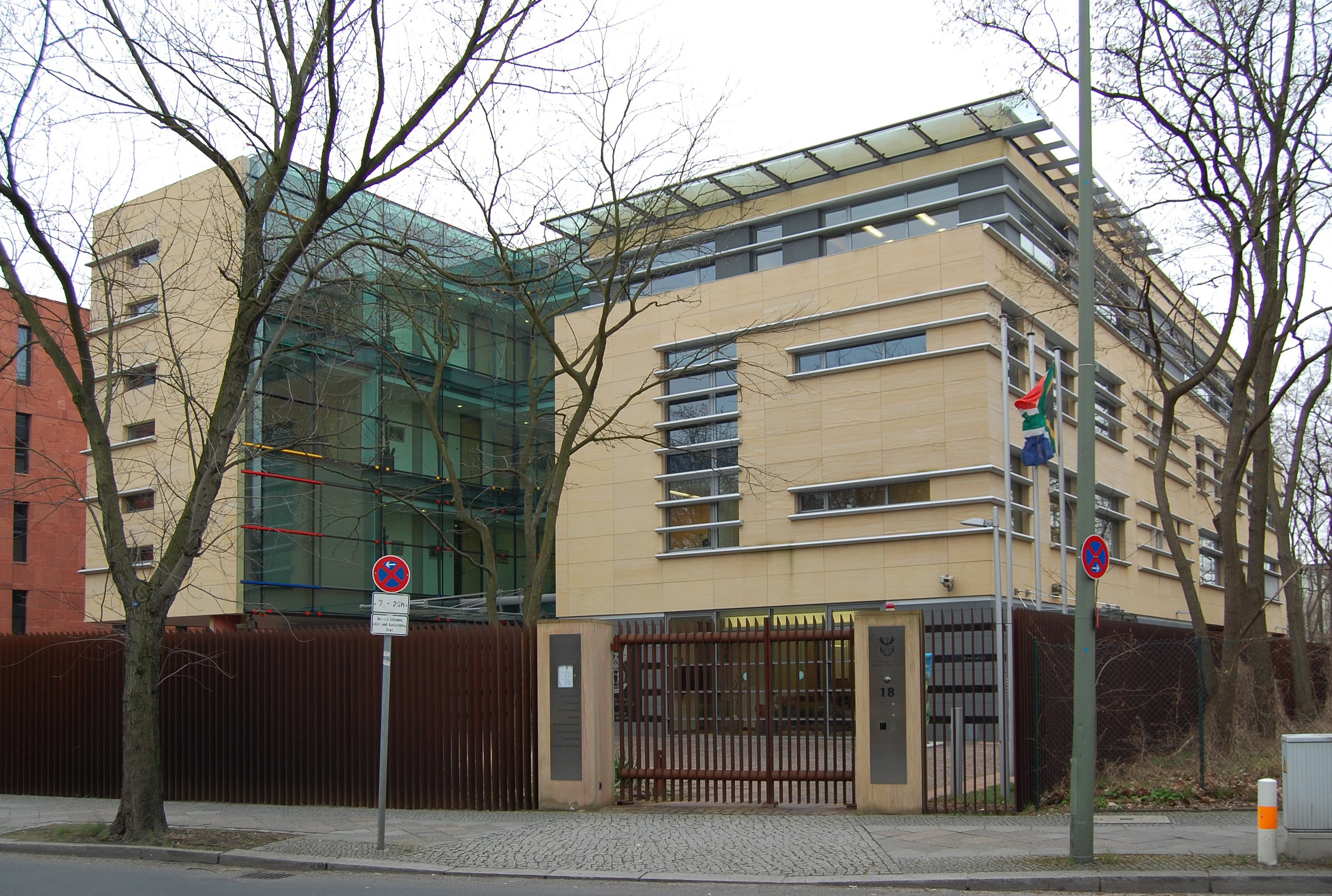
Посольство ПАР
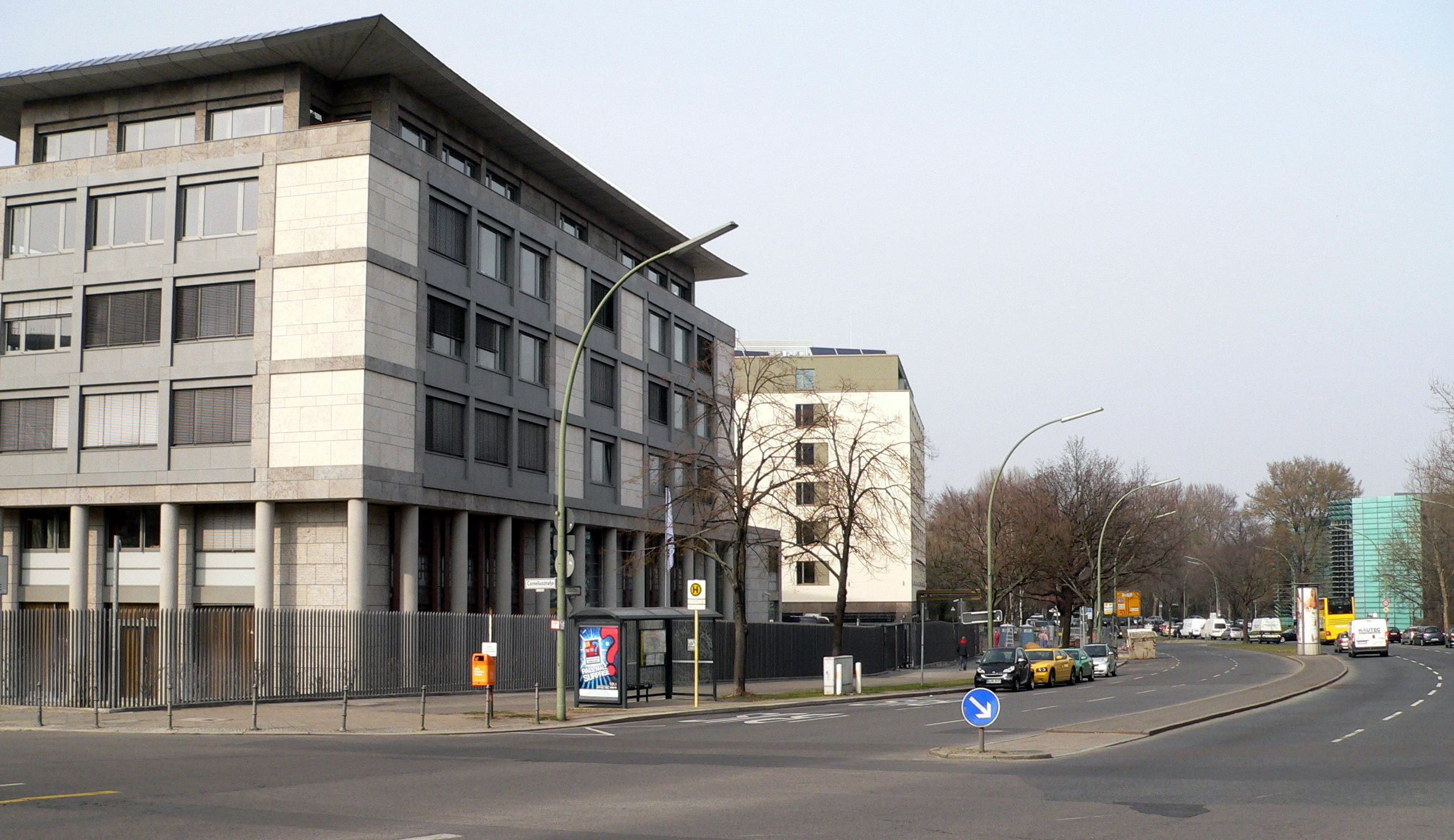
Посольство Південної Кореї
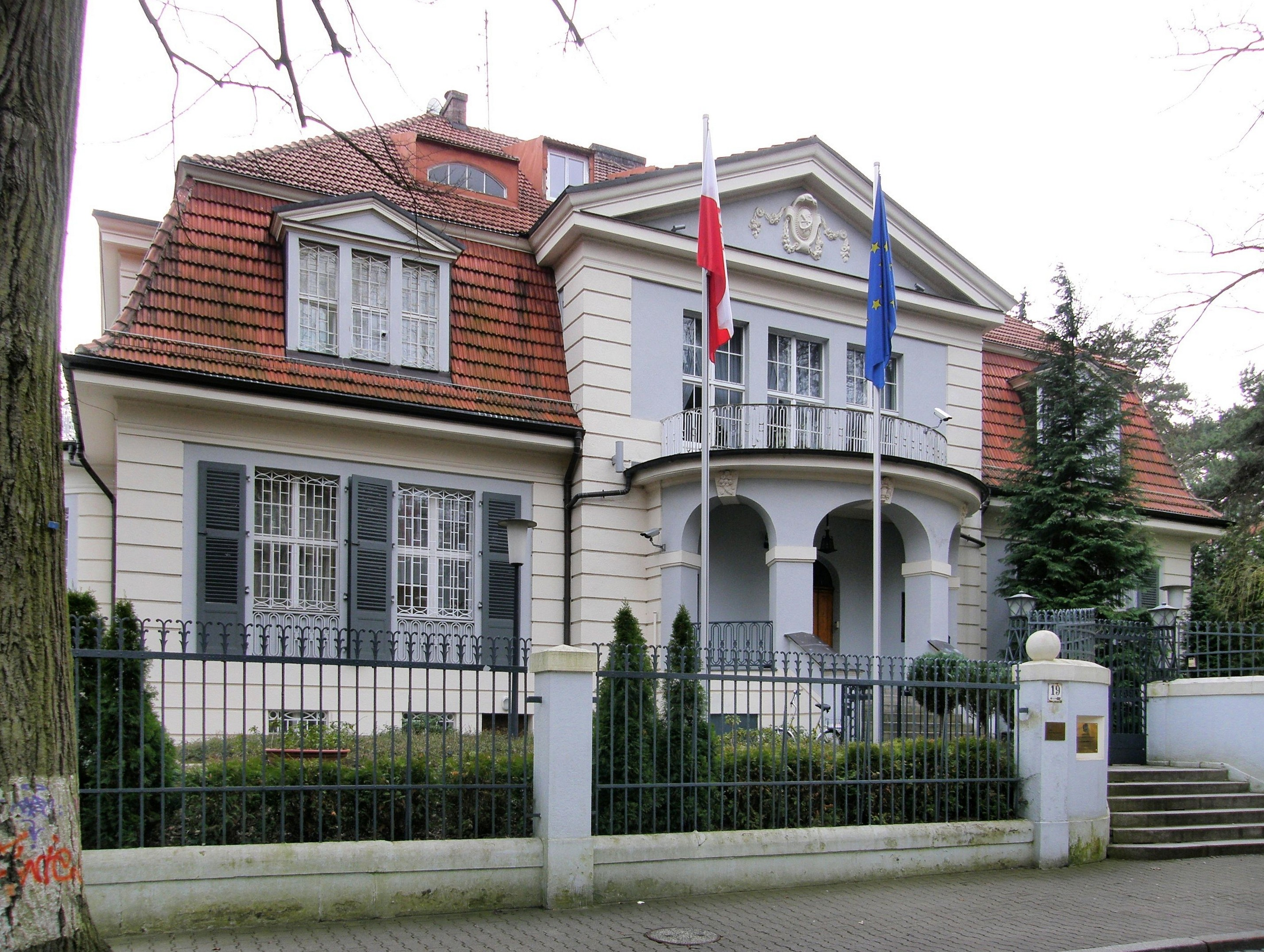
Посольство Польщі
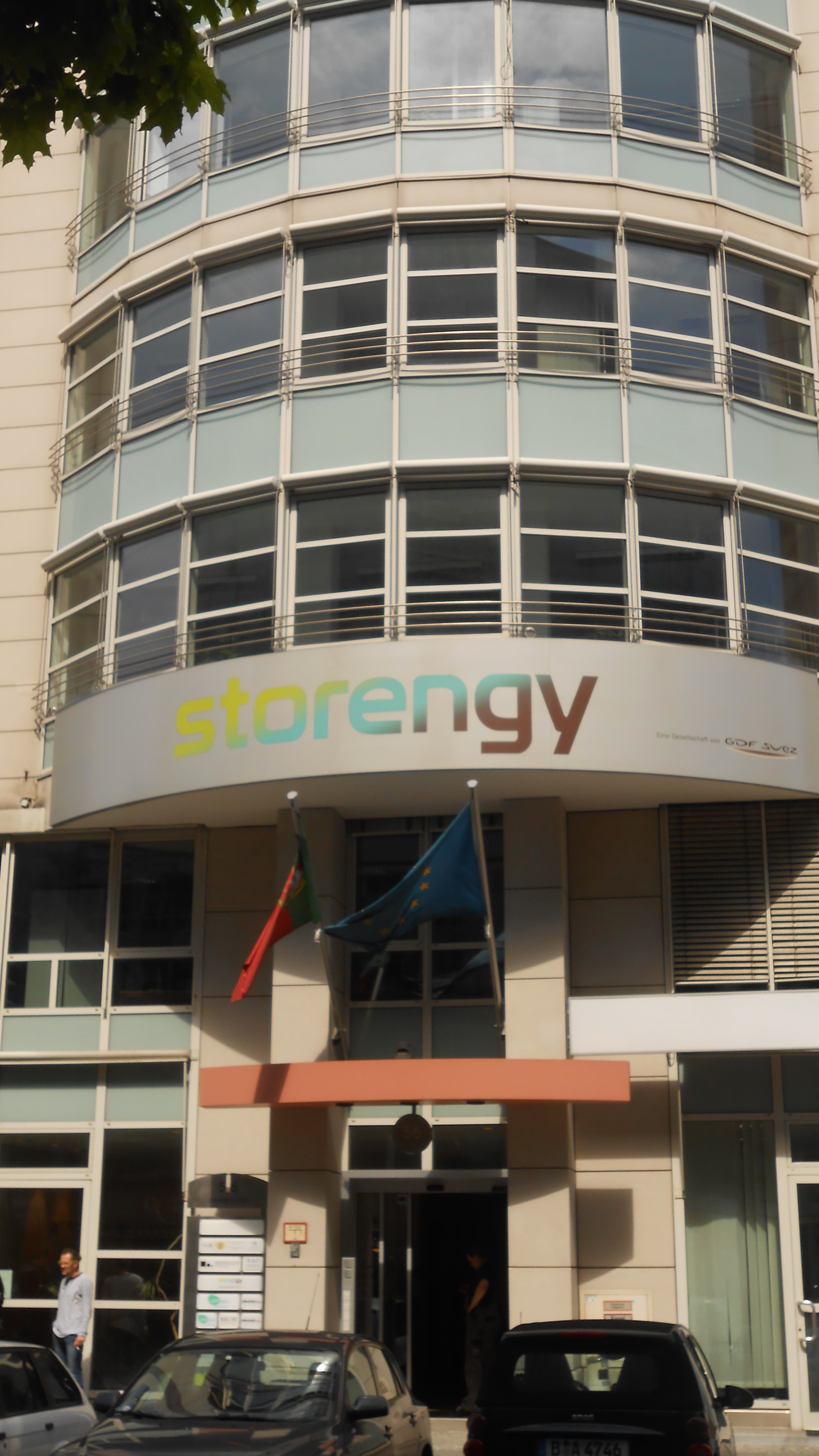
Посольство Португалії
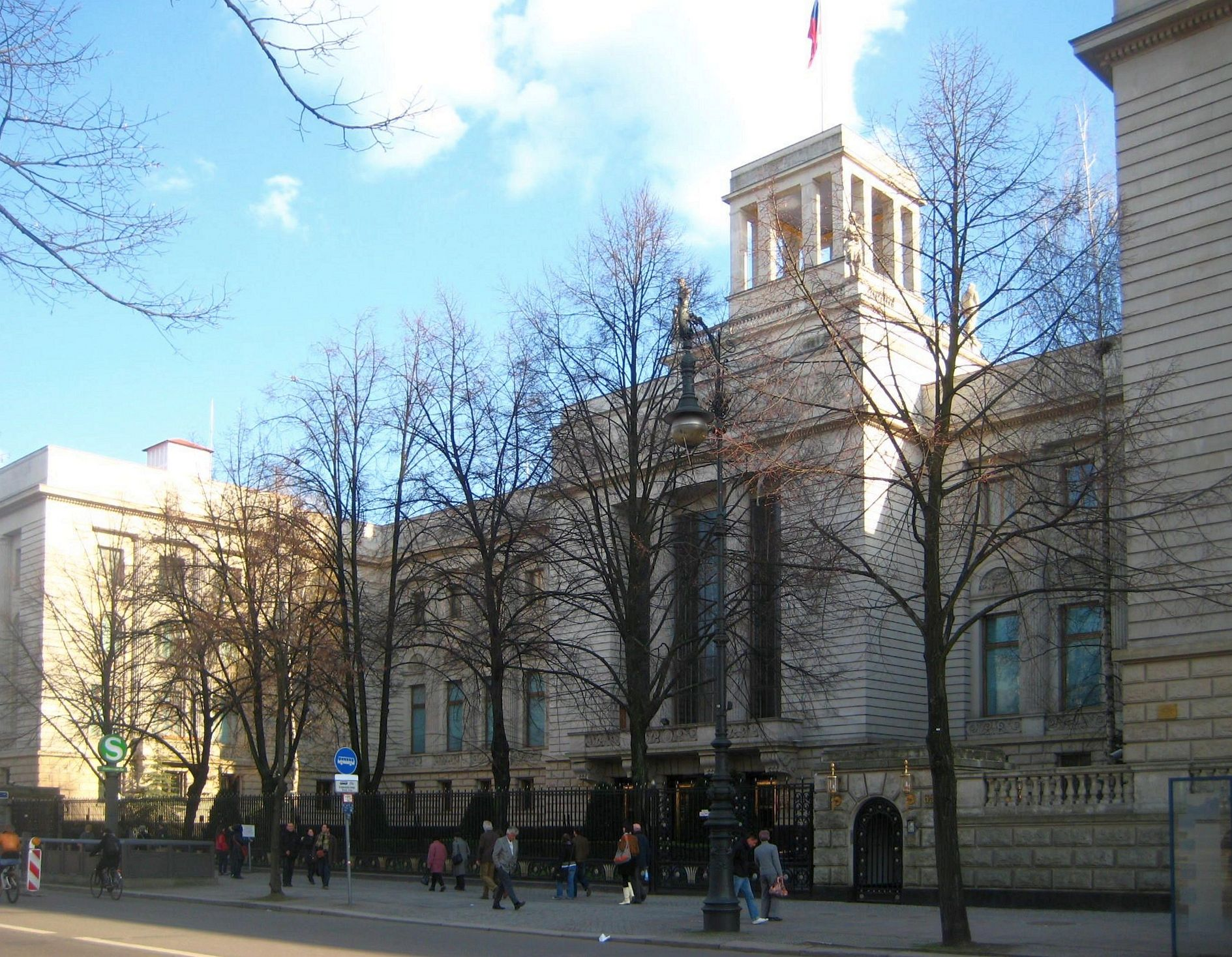
Посольство Росії
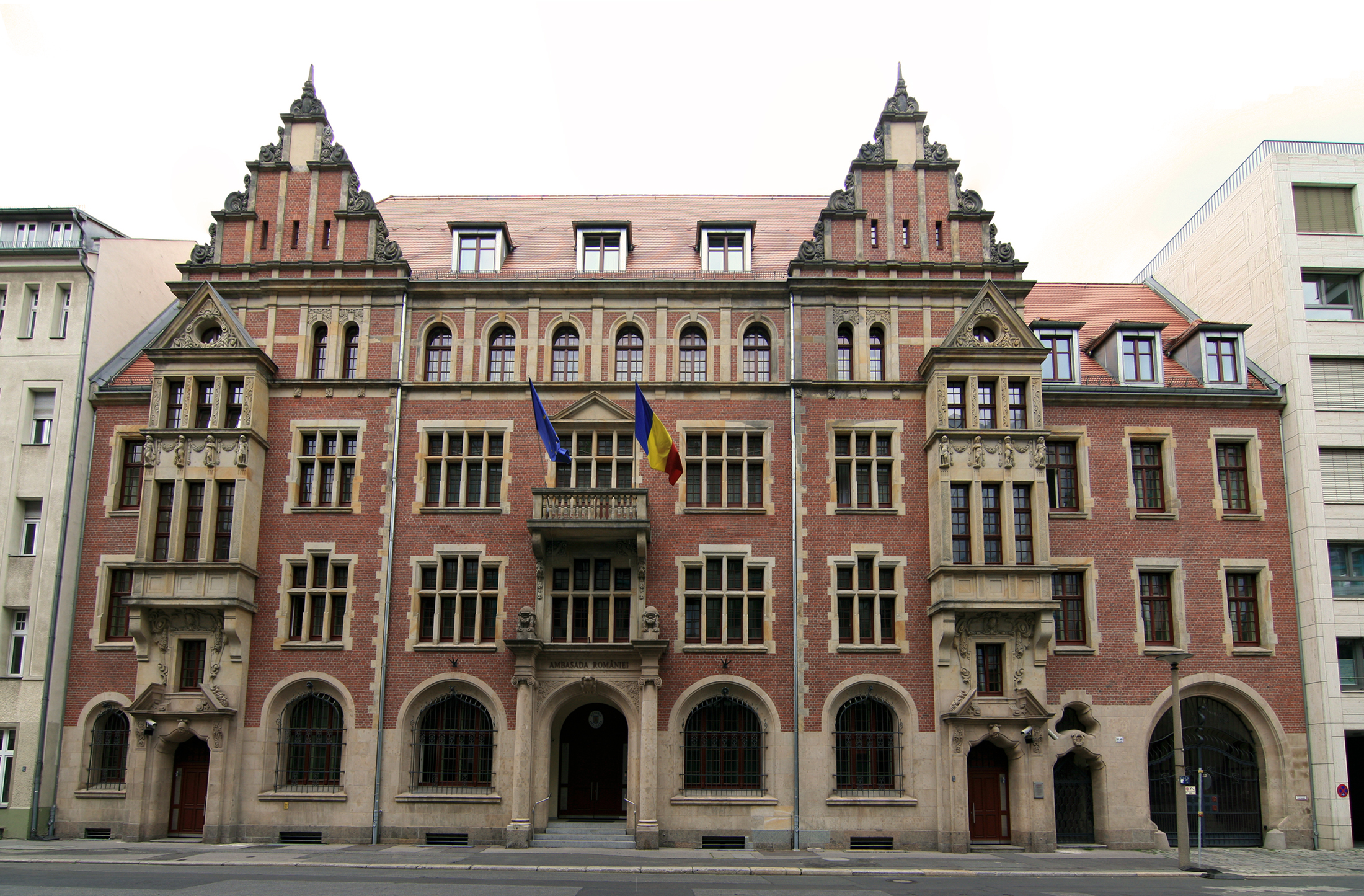
Посольство Румунії
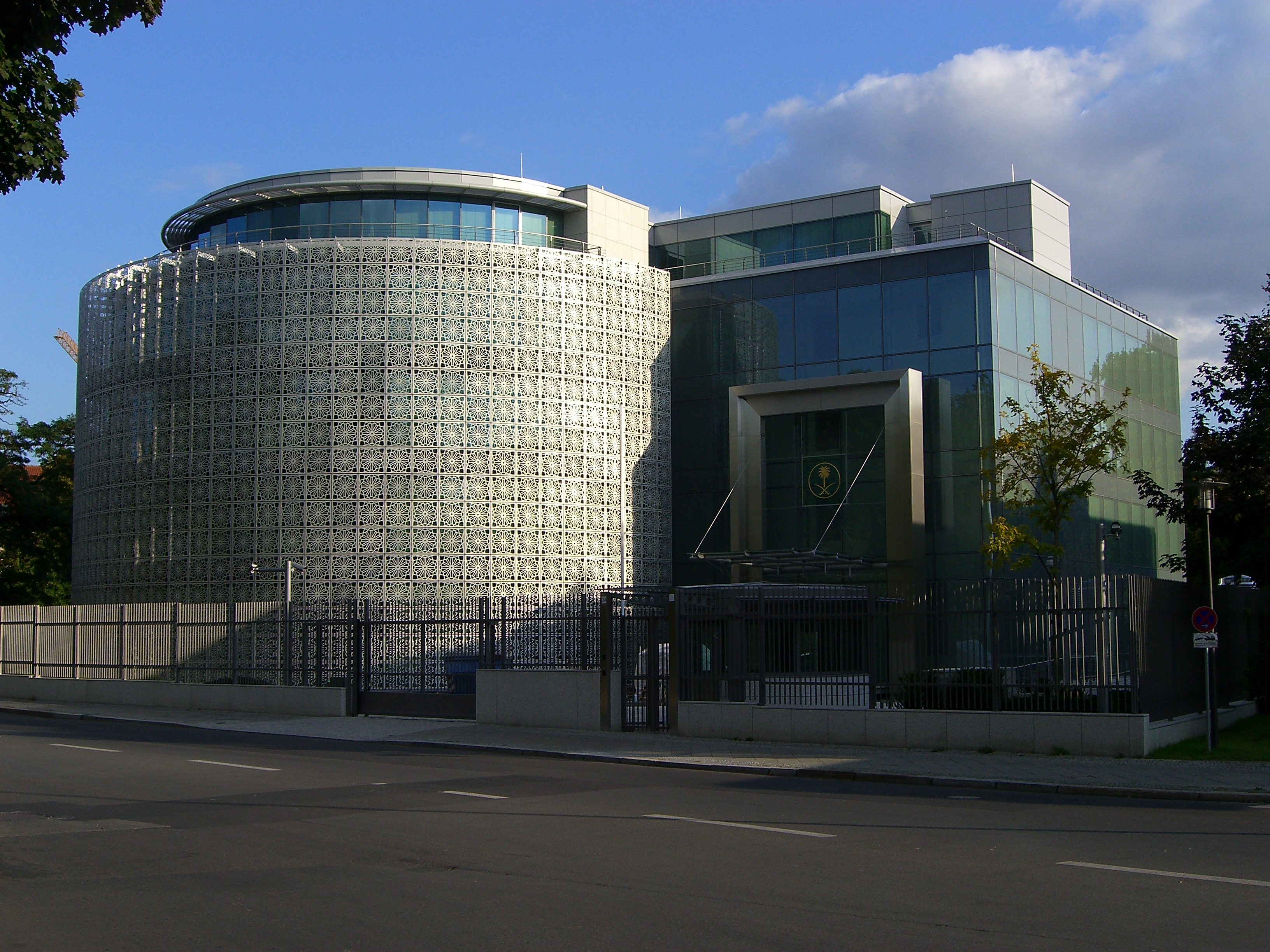
Посольство Саудівської Аравії
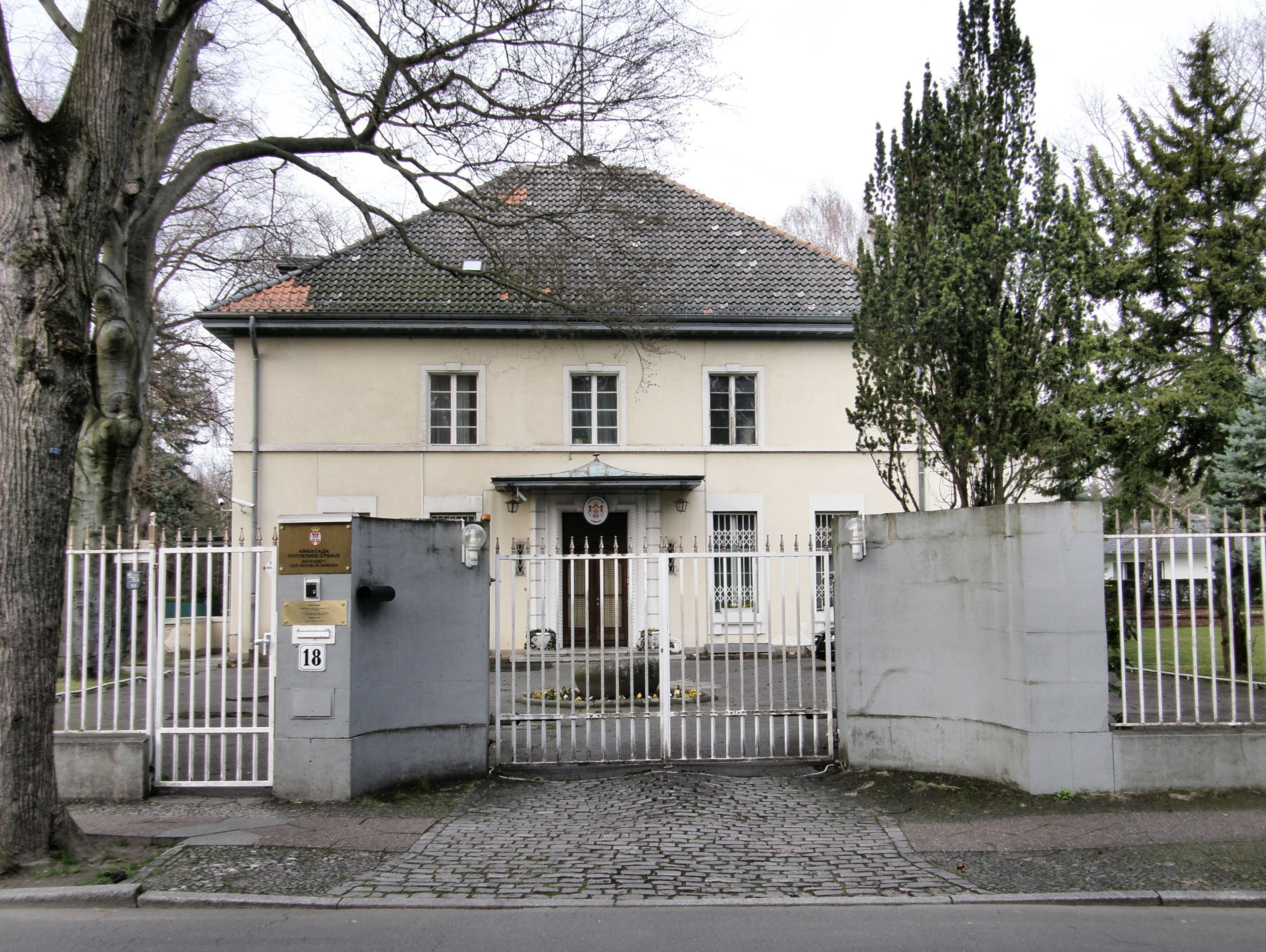
Посольство Сербії
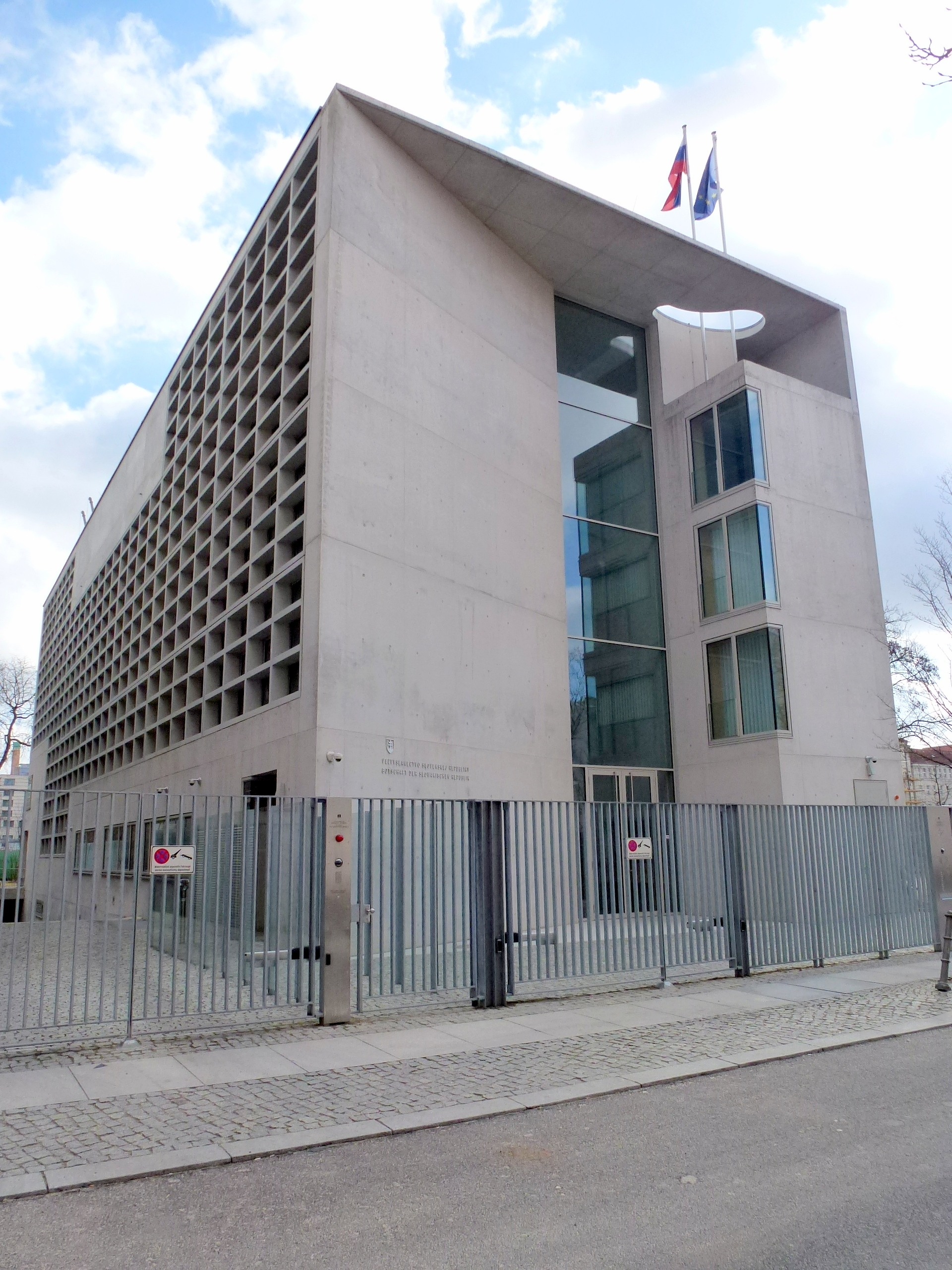
Посольство Словачиини
Посольство США
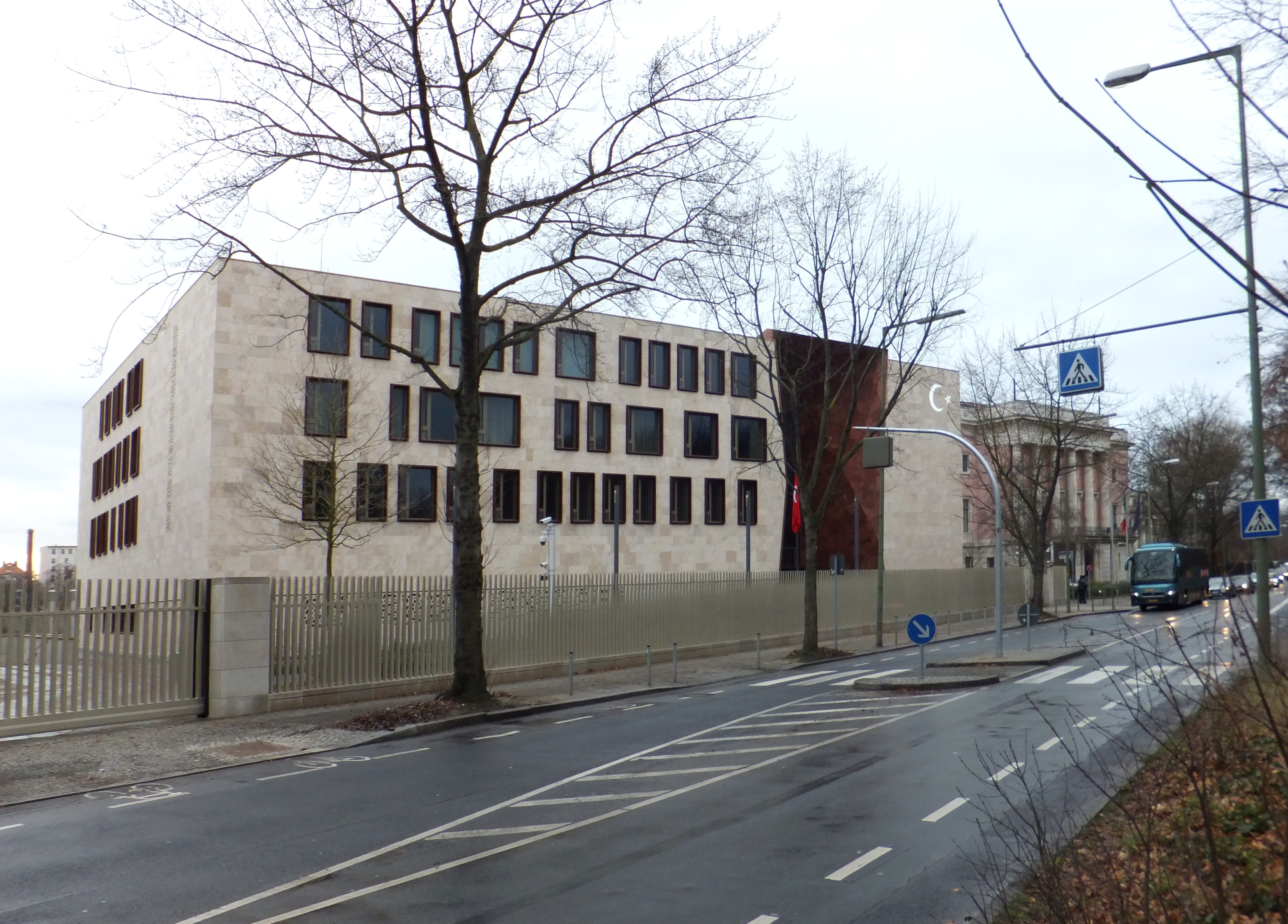
Посольство Туреччини
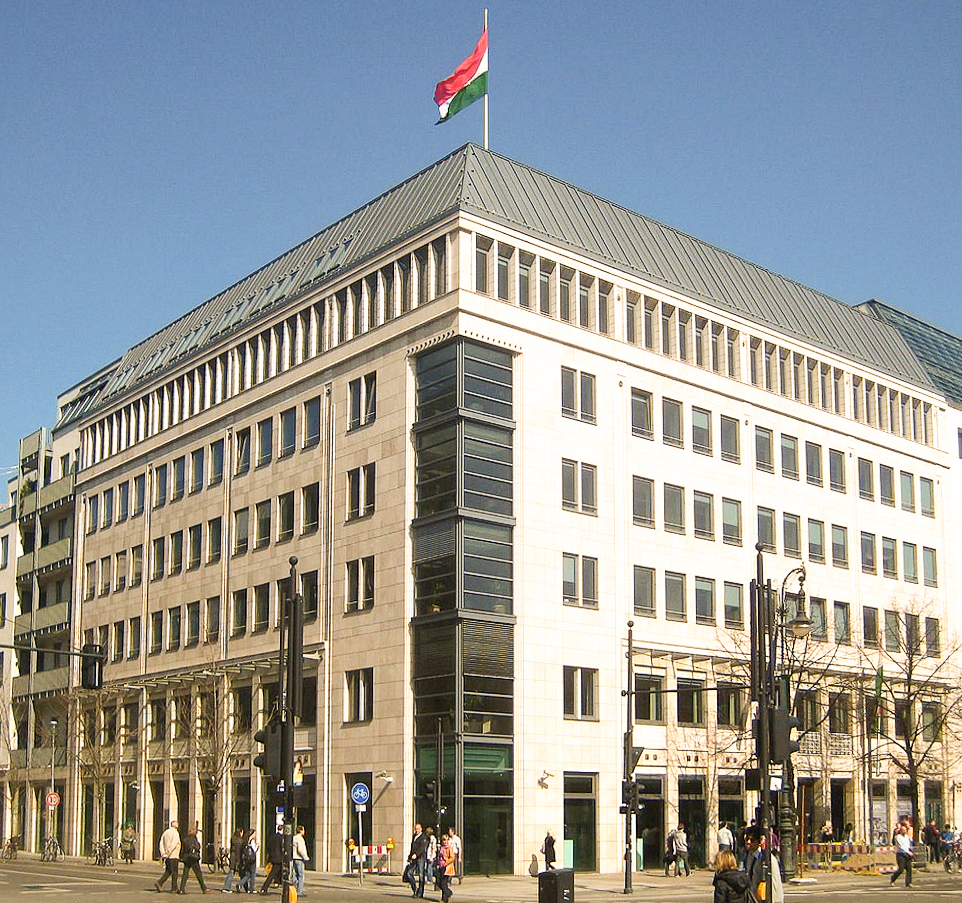
Посольство Угорщини
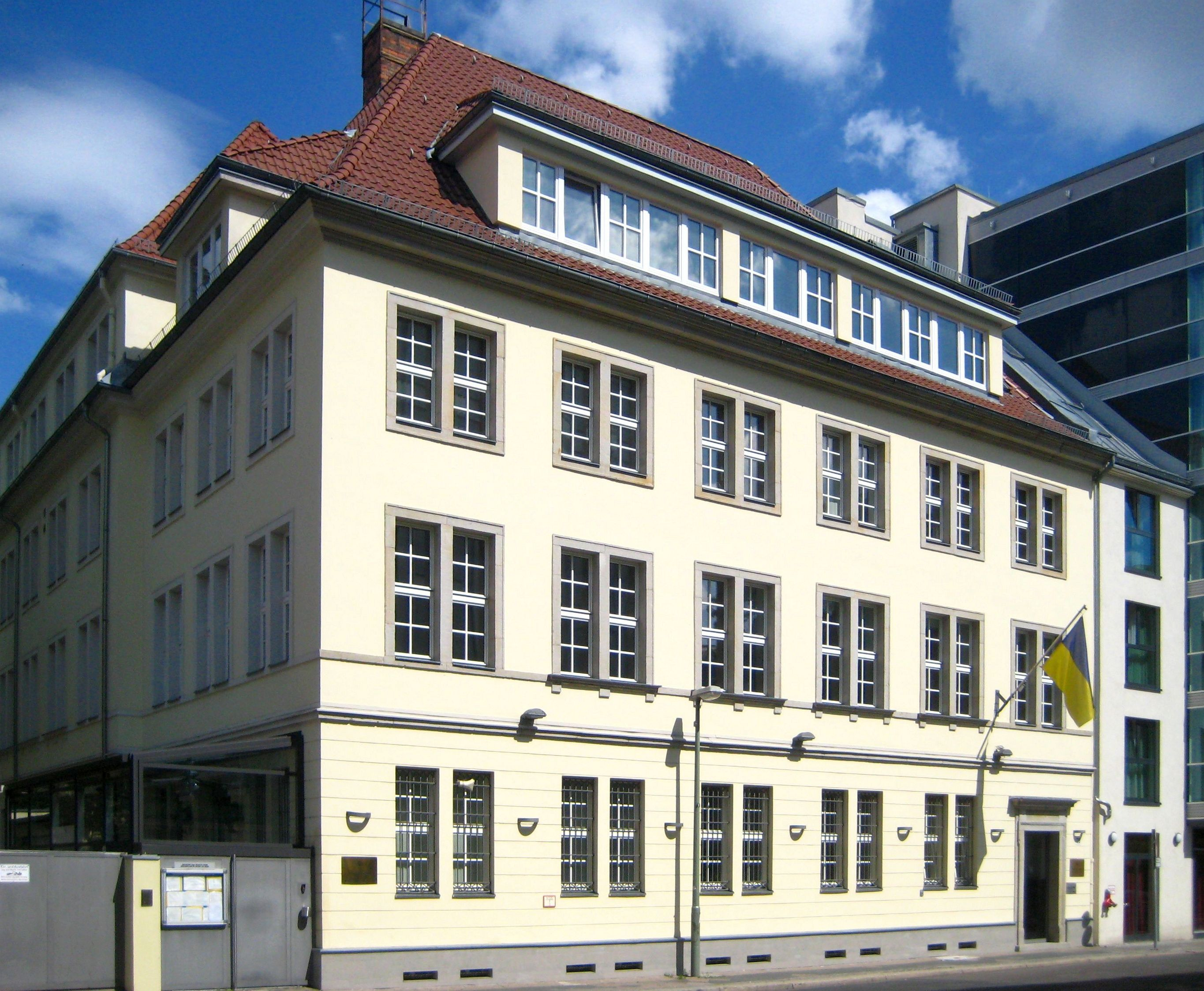
Посольство України
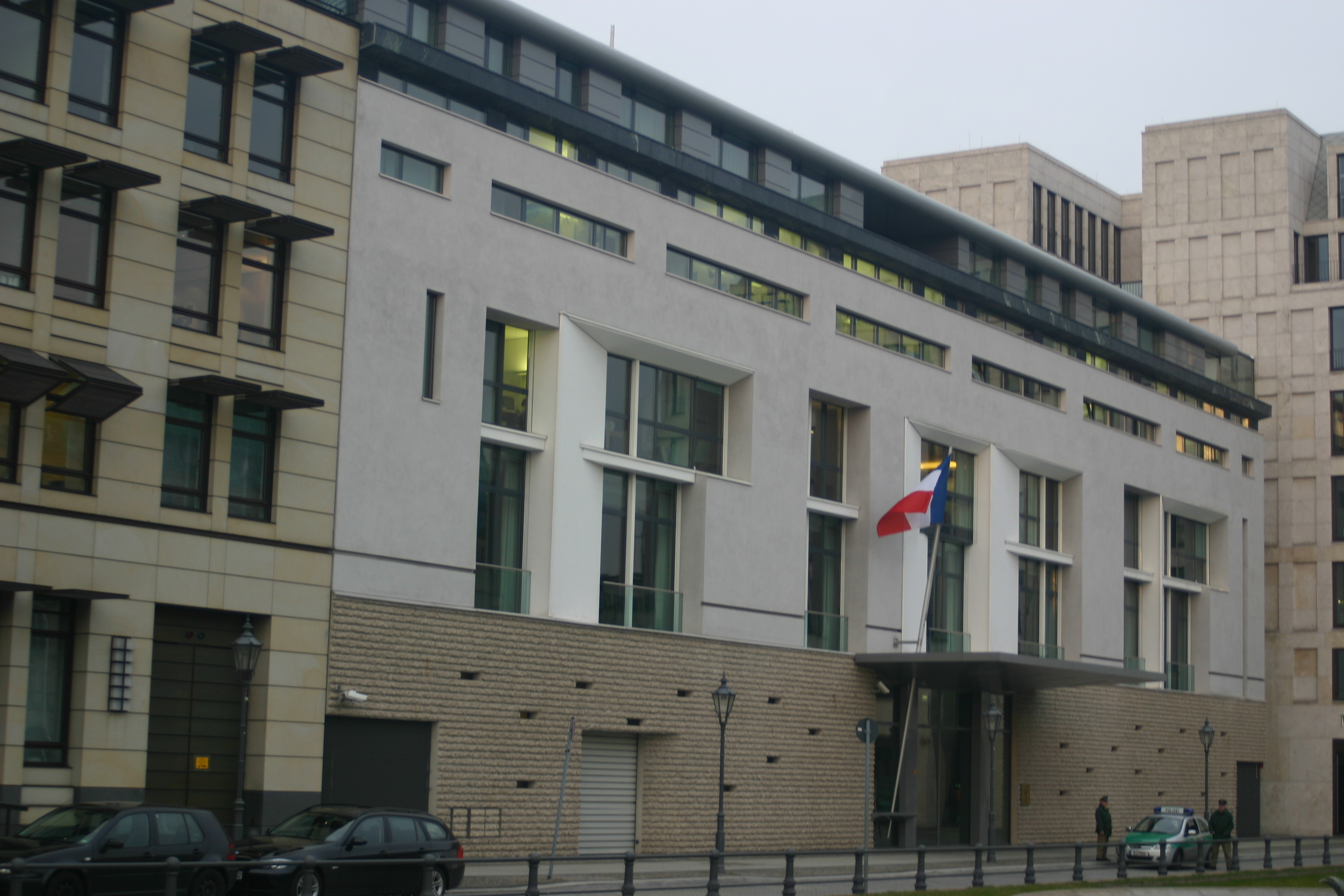
Посольство Франції
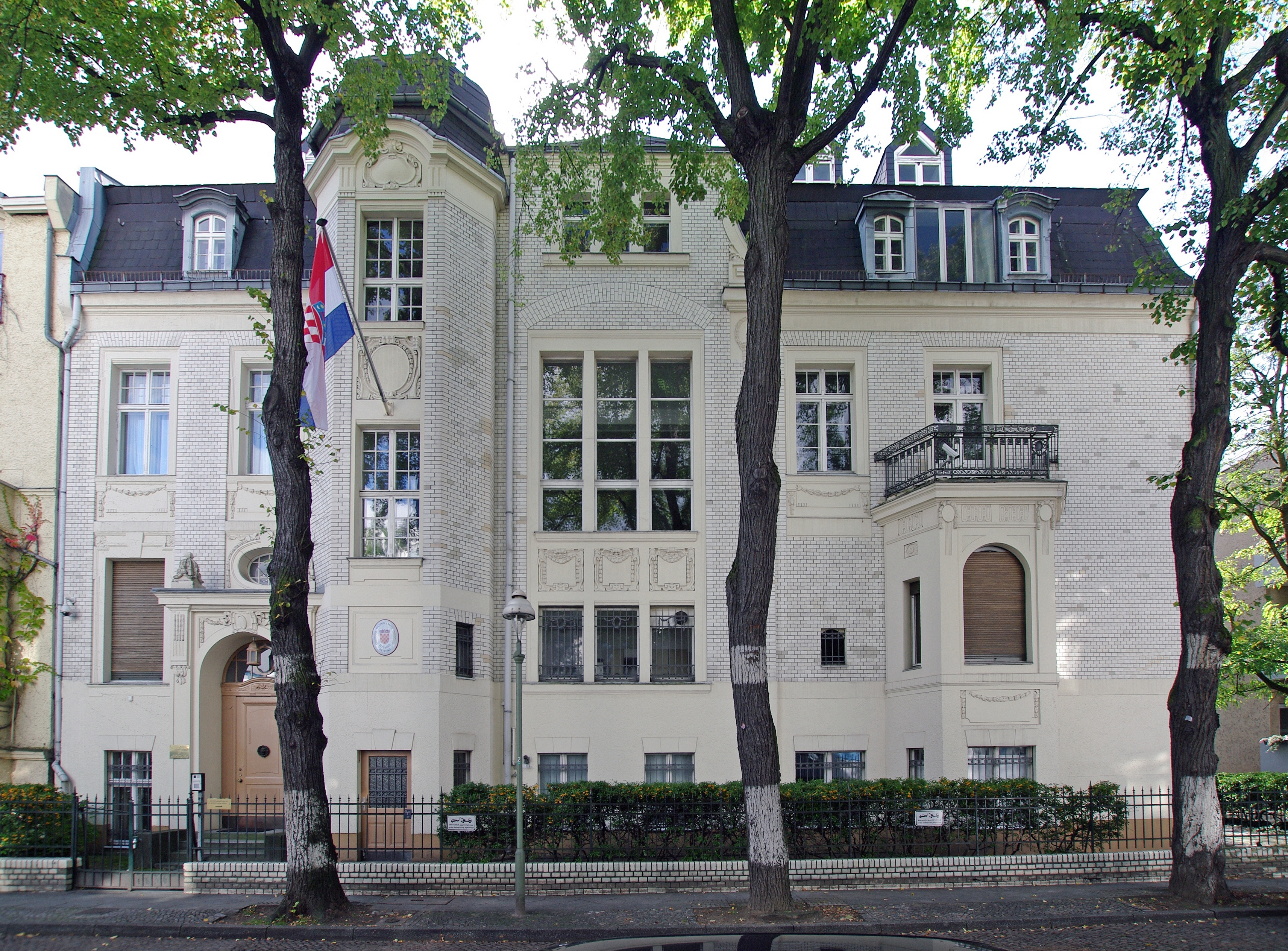
Посольство Хорватії
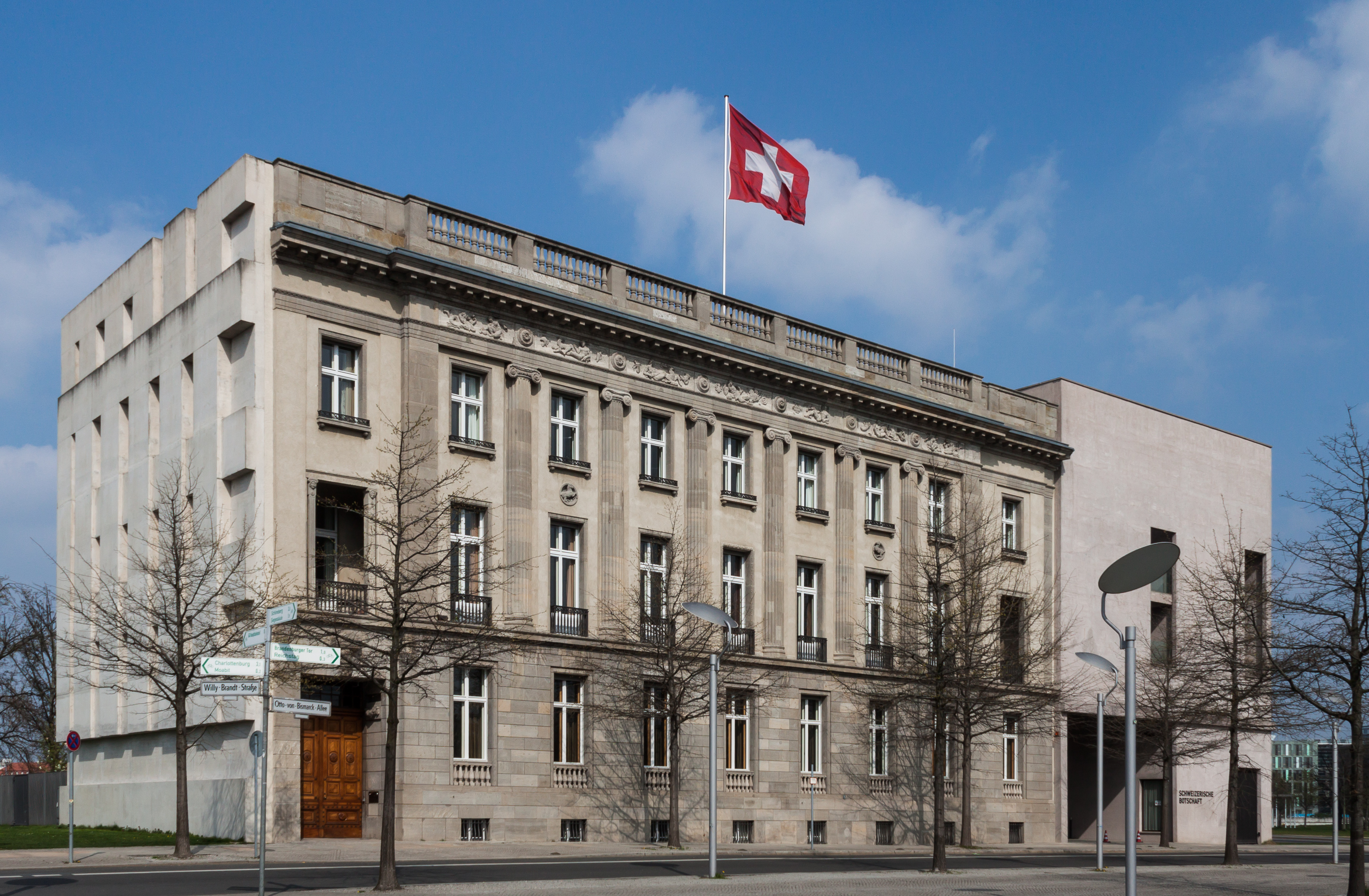
Посольство Швейцарії
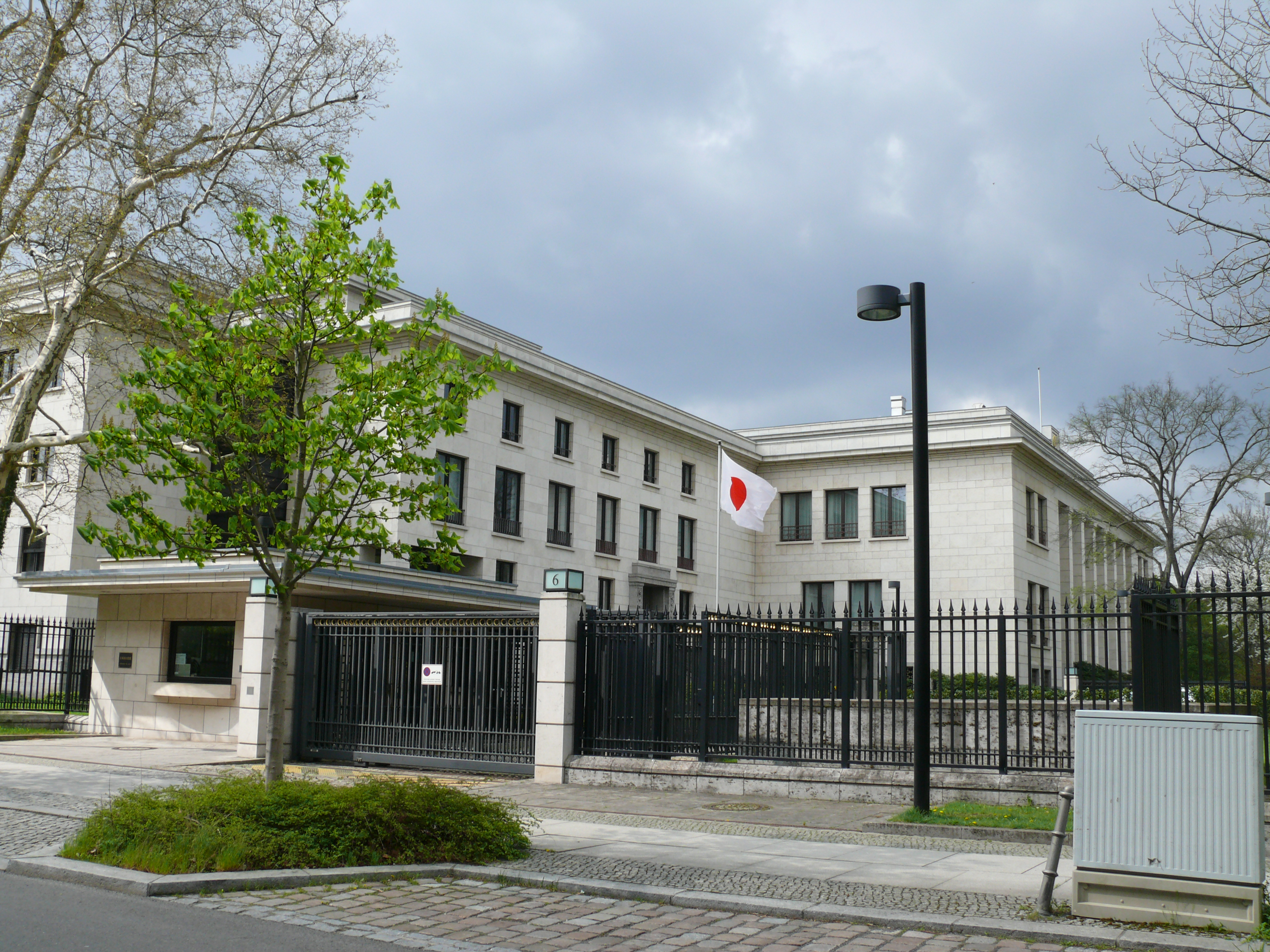
Посольство Японії